# Österreichischer Fußball-Cup 2018/19

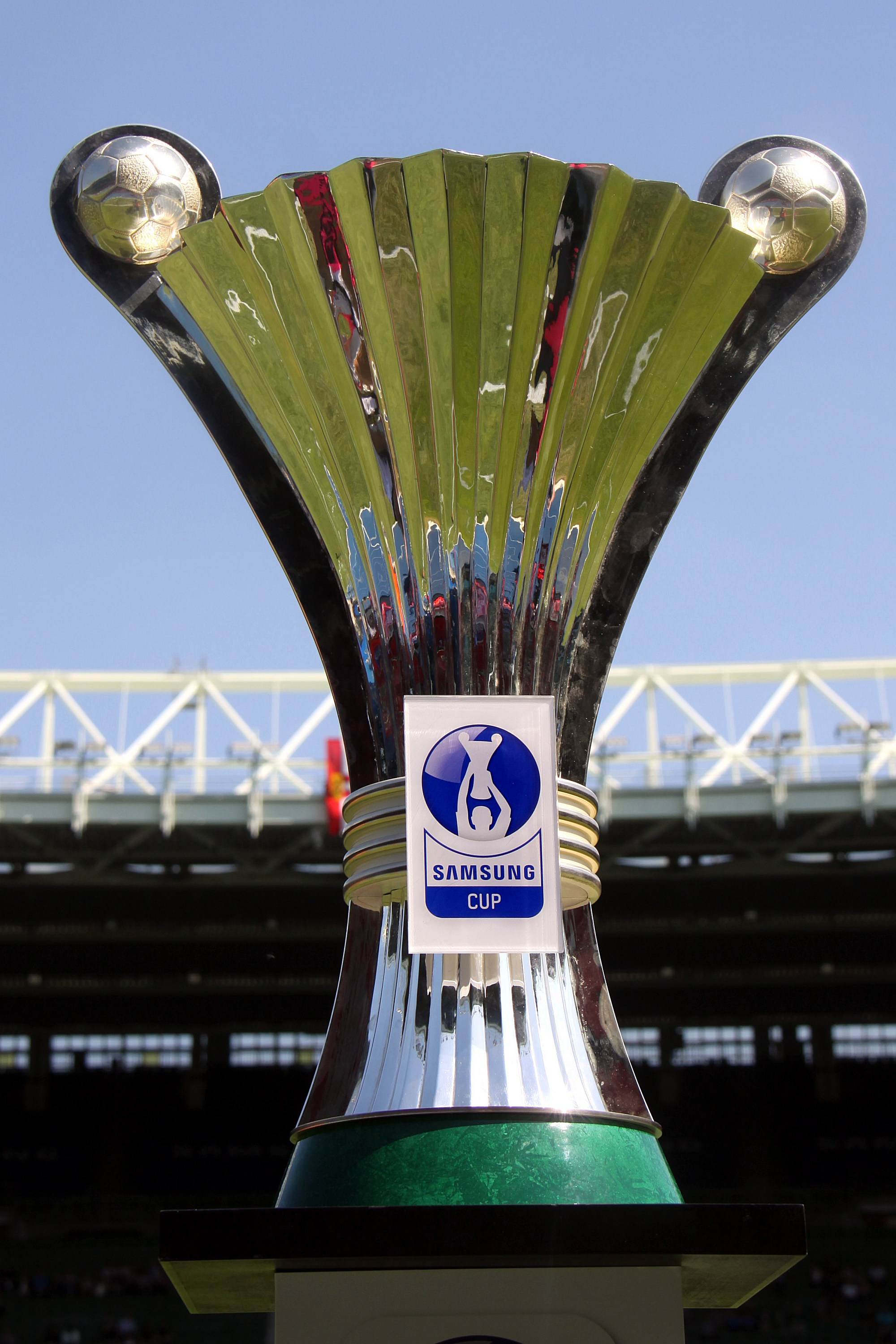
Siegestrophäe für Vereine: ÖFB-Pokal

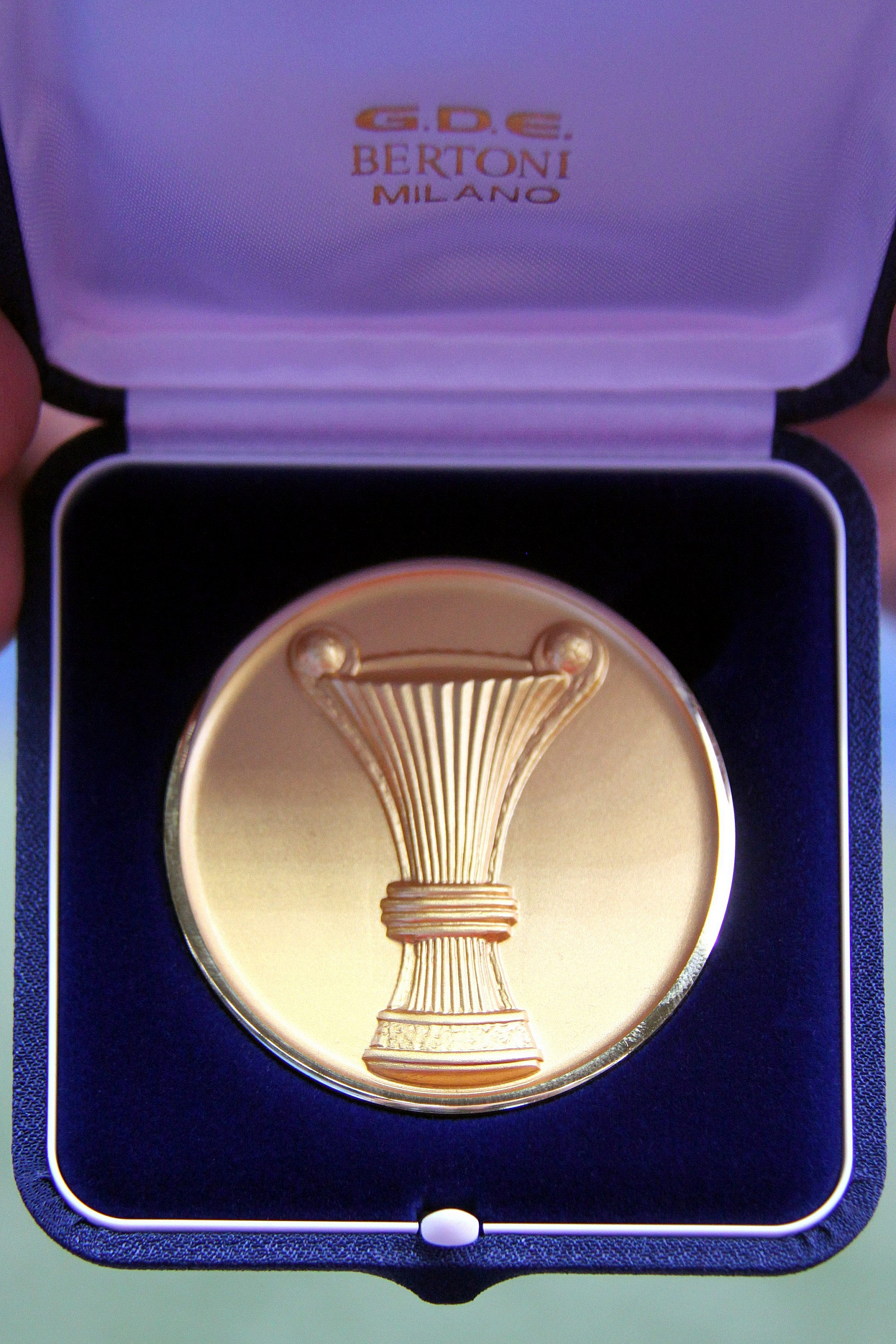
Siegermedaille für Spieler

Der Cup des Österreichischen Fußball-Bundes wurde in der Saison 2018/19 zum 84. Mal ausgespielt. Die Saison 2018/19 war gleichzeitig das hundertjährige Bestandsjubiläum des ÖFB-Cups. Die offizielle Bezeichnung des Wettbewerbs lautet nach dem Bewerbssponsor Uniqa, der seit 2017 den Bewerb unterstützt, „Uniqa ÖFB Cup“. Der Slogan des Bewerbs lautet „#GlaubeWilleMut“ (bis 2017 „Tore für Europa“). Der Sieger qualifiziert sich direkt für die Gruppenphase der UEFA Europa League 2019/20. Sollte der Pokalsieger schon für die UEFA Europa League oder die UEFA Champions League qualifiziert sein, so nimmt der Tabellenfünfte der Meisterschaft 2018/19 an der Qualifikation für die UEFA Europa League teil.
Titelverteidiger war der SK Sturm Graz, der zuletzt den FC Red Bull Salzburg mit 1:0 besiegte und heuer bereits in der 2. Runde nach einem 0:2 gegen den FK Austria Wien ausschied. Torschützenkönig des letzten Jahres war Dario Tadić (TSV Hartberg) mit fünf Treffern.
Der FC Red Bull Salzburg holte seinen sechsten Cupgewinn, João Victor (LASK) wurde mit sechs Treffern Torschützenkönig.

## Teilnehmer
An der ersten Runde nehmen 64 Mannschaften teil. Aus dem Profi-Bereich nehmen die 12 Mannschaften der Bundesliga (FC Admira Wacker Mödling, SCR Altach, SK Sturm Graz, TSV Hartberg, FC Wacker Innsbruck, LASK Linz, SV Koch Mattersburg, FC Red Bull Salzburg, SKN St. Pölten, FK Austria Wien, SK Rapid Wien, Wolfsberger AC) und 12 Mannschaften der zweiten Liga (Floridsdorfer AC, FC Blau-Weiß Linz, Kapfenberger SV, SC Austria Lustenau, SC Wiener Neustadt, SK Austria Klagenfurt, SK Vorwärts Steyr, SKU Amstetten, SV Ried, SV Horn, SC Lafnitz, WSG Wattens) teil. Dabei darf von den Vereinen der Ersten-Liga nur eine Mannschaft antreten. Dies bedeutet, dass ihre zweiten Mannschaften (FC Wacker Innsbruck, LASK Juniors und FK Austria Wien II) nicht spielberechtigt sind. Dies gilt ebenso für den FC Liefering, der unter der Kontrolle des FC Red Bull Salzburg steht.
Die restlichen Plätze wurden nach einem festgelegten Schlüssel auf Amateurvereine in den Landesverbänden aufgeteilt:
- 6 Mannschaften:
  - Niederösterreichischer Fußballverband (ASK-BSC Bruck/Leitha, ASK Ebreichsdorf, SV Leobendorf, FC Marchfeld Donauauen, USV Scheiblingkirchen-Warth, FCM Traiskirchen);
- 5 Mannschaften:
  - Oberösterreichischer Fußballverband (Union Gurten, WSC Hertha Wels, ASKÖ Oedt, ATSV Stadl-Paura, Union Vöcklamarkt);
  - Steirischer Fußballverband (SV Union Stein, Deutschlandsberger SC, GAK 1902, FC Gleisdorf 09, USV Mettersdorf);
- 4 Mannschaften:
  - Burgenländischer Fußballverband (SV Neuberg, SC Neusiedl am See 1919, SC-ESV Parndorf 1919, ASV Siegendorf);
  - Kärntner Fußballverband (FC Lendorf, SK Maria Saal, SAK, VST Völkermarkt);
  - Salzburger Fußballverband (USK Anif, SV Grödig, FC Pinzgau Saalfelden, SV Straßwalchen);
  - Tiroler Fußballverband (FC Kitzbühel, FC Kufstein, SVG Reichenau, SC Schwaz);
  - Vorarlberger Fußballverband (FC Alberschwende, FC Dornbirn 1913, Dornbirner SV, VfB Hohenems);
  - Wiener Fußball-Verband (FV Austria XIII, FC Mauerwerk, FC Stadlau, SC Team Wiener Linien).

Zum Teilnehmerkontingent jedes Landesverbands zählten zwingend die Sieger der jeweiligen Landes-Cups 2017/18.
| Bundesliga (12) | 2. Liga (12) | Landescupsieger (9) |
| --- | --- | --- |
| - FC Admira Wacker Mödling - SCR Altach - SK Sturm Graz (C) - TSV Hartberg (A) - FC Wacker Innsbruck (A) - LASK - SV Mattersburg - FC Red Bull Salzburg (M) - SKN St. Pölten - FK Austria Wien - SK Rapid Wien - Wolfsberger AC | - SKU Amstetten (A) - Floridsdorfer AC - SV Horn (A) - Kapfenberger SV - SK Austria Klagenfurt (A) - SV Lafnitz (A) - FC Blau-Weiß Linz - SC Austria Lustenau - SV Ried - SK Vorwärts Steyr (A) - WSG Wattens - SC Wiener Neustadt                                                                          | - FV Austria XIII (W, L4) - USV Scheiblingkirchen-Warth (NÖ, L4) - ASV Siegendorf (B, L4) - USV Mettersdorf (ST, L4) - SAK Klagenfurt (K, L4) - ASKÖ Oedt (OÖ, L4) - SV Straßwalchen (S, L4) - SC Schwaz (T, RL) - Dornbirner SV (V, L4)                                                                    |
| Regionalliga Ost (10) | Regionalliga Mitte (10) | Regionalliga West (8) |
| - ASK-BSC Bruck/Leitha - ASK Ebreichsdorf - SV Leobendorf (A) - FC Marchfeld Donauauen - FCM Traiskirchen - SC Team Wiener Linien (A) - FC Mauerwerk - FC Stadlau - SC-ESV Parndorf 1919 - SC Neusiedl am See                   | - USV Allerheiligen - Deutschlandsberger SC - FC Gleisdorf 09 - Grazer AK (A) - Union Gurten - FC Lendorf (A) - ATSV Stadl-Paura - VST Völkermarkt (A) - WSC Hertha Wels (A) - Union Vöcklamarkt | - USK Anif - FC Dornbirn 1913 - SV Grödig - VfB Hohenems - FC Kitzbühel - FC Kufstein - SVG Reichenau (A) - FC Pinzgau Saalfelden |
| Landesligen (2) | Anmerkungen | Anmerkungen |
| - SK Maria Saal - FC Alberschwende | Anm. 1 Der FC Liefering ist zwar laut Statuten eigenständig, da er jedoch unter der Kontrolle des FC Red Bull Salzburg steht, ist er als Zweitklub des FC Red Bull Salzburg anzusehen. Der Aufstieg in die Erste Liga wurde vom ÖFB zwar zugelassen, auf eine Teilnahme am Cup verzichtete der Verein aber. | Anm. 1 Der FC Liefering ist zwar laut Statuten eigenständig, da er jedoch unter der Kontrolle des FC Red Bull Salzburg steht, ist er als Zweitklub des FC Red Bull Salzburg anzusehen. Der Aufstieg in die Erste Liga wurde vom ÖFB zwar zugelassen, auf eine Teilnahme am Cup verzichtete der Verein aber. |
| Weitere Ligen (1) | Anm. 1 Der FC Liefering ist zwar laut Statuten eigenständig, da er jedoch unter der Kontrolle des FC Red Bull Salzburg steht, ist er als Zweitklub des FC Red Bull Salzburg anzusehen. Der Aufstieg in die Erste Liga wurde vom ÖFB zwar zugelassen, auf eine Teilnahme am Cup verzichtete der Verein aber. | Anm. 1 Der FC Liefering ist zwar laut Statuten eigenständig, da er jedoch unter der Kontrolle des FC Red Bull Salzburg steht, ist er als Zweitklub des FC Red Bull Salzburg anzusehen. Der Aufstieg in die Erste Liga wurde vom ÖFB zwar zugelassen, auf eine Teilnahme am Cup verzichtete der Verein aber. |
| - SV Neuberg (II. Liga, L5) | Anm. 1 Der FC Liefering ist zwar laut Statuten eigenständig, da er jedoch unter der Kontrolle des FC Red Bull Salzburg steht, ist er als Zweitklub des FC Red Bull Salzburg anzusehen. Der Aufstieg in die Erste Liga wurde vom ÖFB zwar zugelassen, auf eine Teilnahme am Cup verzichtete der Verein aber. | Anm. 1 Der FC Liefering ist zwar laut Statuten eigenständig, da er jedoch unter der Kontrolle des FC Red Bull Salzburg steht, ist er als Zweitklub des FC Red Bull Salzburg anzusehen. Der Aufstieg in die Erste Liga wurde vom ÖFB zwar zugelassen, auf eine Teilnahme am Cup verzichtete der Verein aber. |

## Prämien
Seit der Saison 2013/14 verbleiben die Zuschauereinnahmen bis zum Halbfinale zur Gänze beim Heimteam.
Zusätzlich werden ab der zweiten Runde bis zum Halbfinale Bewerbsprämien ausgeschüttet, die im Verhältnis 35 % (Heimverein) zu 65 % (Gast) geteilt werden. Im Bedarfsfall werden für weite Anreisen zusätzlich Fahrtkostenzuschüsse bezahlt. Darüber hinaus trägt der ÖFB sämtliche Organisations- und Schiedsrichterkosten.
| Stufe         | Teilnehmer | Prämie       | Prämie       |
| Stufe         | Teilnehmer | Heimverein   | Gastverein   |
| ------------- | ---------- | ------------ | ------------ |
| 1. Runde      | 64 Teams   | € 01.000,--  | € 01.000,--  |
| 2. Runde      | 32 Teams   | € 03.500,--  | € 06.500,--  |
| Achtelfinale  | 16 Teams   | € 10.000,--  | € 15.000,--  |
| Viertelfinale | 08 Teams   | € 21.000,--  | € 39.000,--  |
| Halbfinale    | 04 Teams   | € 35.000,--  | € 65.000,--  |
| Finale        | 02 Teams   | € 150.000,-- | € 150.000,-- |

Somit können aus dem Cup-Bewerb Prämien bis zu 276.500 Euro erzielt werden.
Darüber hinaus werden für den Torschützenkönig 10.000 Euro ausgeschüttet. Der Fair-Play-Sieger wird ebenso mit 10.000 Euro belohnt.

## Terminkalender
Gemäß Rahmenterminplan 2018/19 wurden folgende Spieltermine fixiert:
- 1. Runde: 20. bis 22. Juli 2018
- 2. Runde: 25. und 26. September 2018
- 3. Runde: 30. und 31. Oktober 2018
- 4. Runde: 16. und 17. Februar 2019
- 5. Runde: 2. und 3. April 2019
- Finale: 1. Mai 2019

## Fernsehübertragungen

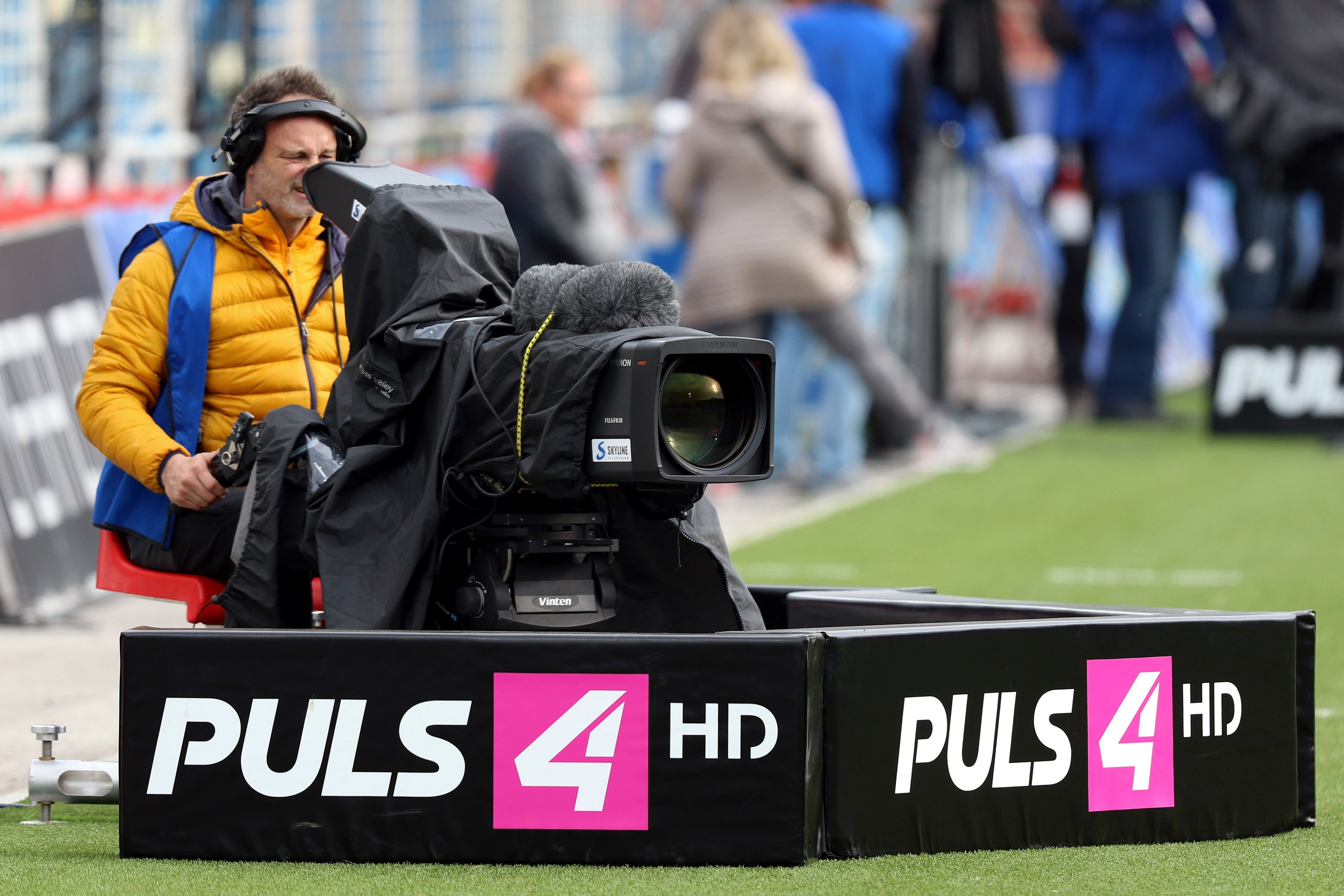
HD-Kamera im Auftrag von Puls 4

Ausgewählte Spiele des Cups werden vom ORF, von ORF SPORT + und von Privatsendern, wie beispielsweise Puls 4, direkt übertragen. Für das Endspiel hat der ORF das Exklusivrecht.
Jedes Spiel, das nicht im Fernsehen gezeigt wird, ist als Livestream auf fussballoesterreich.at zu sehen.

## 1. Runde

### Auslosungsmodus
Die Auslosung der 1. Runde erfolgt nach regionalen Gesichtspunkten. Dabei werden die 40 Amateurvereine (Regionalligen, Landesligen und II. Liga Burgenland) in die Gruppen Ost und West eingeteilt. Die Gruppe Ost bilden die 23 Vereine aus Wien, Niederösterreich, Burgenland, Steiermark und Kärnten. Die Gruppe West setzt sich aus den 17 Vereinen aus Oberösterreich, Salzburg, Tirol und Vorarlberg zusammen. Um gerade Gruppenanzahlen zu erreichen, wird ein Verein des Oberösterreichischen Fußballverbandes davon der Region Ost zugeteilt. Im ersten Schritt werden aus der Gruppe Ost fünf und aus der Gruppe West drei Paarungen gezogen. Im zweiten Schritt werden den danach verbleibenden 24 Vereinen die Vereine der Bundesliga und der 2. Liga zugelost.
Die Auslosung der ersten Runde erfolgte am 4. Juli 2018 im Rahmen des Uniqa-ÖFB-Cup-Opening. Die Ziehung wurde vom Ex-Internationalen Erich Obermayer unter der Aufsicht des Vorsitzenden des ÖFB-Cup-Komitees Robert Sedlacek vorgenommen. Die Auslosung wurde von ORF SPORT + live übertragen.

### Paarungen der 1. Runde
Die Spiele der 1. Runde wurden am Freitag, den 20., Samstag, den 21. und Sonntag, den 22. Juli 2018 ausgetragen.
| Datum / Zuschauer       | Liga | Liga | Liga | Heimmannschaft | | Gastmannschaft | Ergebnis |
| ----------------------- | --- | --- | --- | --- | --- | --- | --- |
| 20.07.2018              | RL | – | L5 | SV Leobendorf | – | SV Neuberg | 2:0 (0:0) |
| SR: Barmaksiz / 330     | Torschützen: | Torschützen: | Torschützen: | 1:0 (51.) Peter Zöch, 2:0 (78.) Mario Konrad | 1:0 (51.) Peter Zöch, 2:0 (78.) Mario Konrad | 1:0 (51.) Peter Zöch, 2:0 (78.) Mario Konrad | 1:0 (51.) Peter Zöch, 2:0 (78.) Mario Konrad |
| 20.07.2018              | RL | – | 2L | SVG Reichenau | – | Kapfenberger SV | 3:5 (1:3) |
| SR: Talic / 500         | Torschützen: | Torschützen: | Torschützen: | 0:1 (7.) Thomas Sabitzer, 0:2 (18.) David Sencar, 0:3 (27.) Elvedin Herić, 1:3 (33.) David Glänzer, 2:3 (49.) Patrick Steinkellner, 2:4 (77.) Lewan Eloschwili, 3:4 (79.) Manuel Kovatsch, 3:5 (90+2.) Lewan Eloschwili : Daniel Rosenbichler (Kapfenberger SV, 48.); : Stefan Milenkovic (SVG Reichenau, 86.)                                     | 0:1 (7.) Thomas Sabitzer, 0:2 (18.) David Sencar, 0:3 (27.) Elvedin Herić, 1:3 (33.) David Glänzer, 2:3 (49.) Patrick Steinkellner, 2:4 (77.) Lewan Eloschwili, 3:4 (79.) Manuel Kovatsch, 3:5 (90+2.) Lewan Eloschwili : Daniel Rosenbichler (Kapfenberger SV, 48.); : Stefan Milenkovic (SVG Reichenau, 86.)                                     | 0:1 (7.) Thomas Sabitzer, 0:2 (18.) David Sencar, 0:3 (27.) Elvedin Herić, 1:3 (33.) David Glänzer, 2:3 (49.) Patrick Steinkellner, 2:4 (77.) Lewan Eloschwili, 3:4 (79.) Manuel Kovatsch, 3:5 (90+2.) Lewan Eloschwili : Daniel Rosenbichler (Kapfenberger SV, 48.); : Stefan Milenkovic (SVG Reichenau, 86.)                                     | 0:1 (7.) Thomas Sabitzer, 0:2 (18.) David Sencar, 0:3 (27.) Elvedin Herić, 1:3 (33.) David Glänzer, 2:3 (49.) Patrick Steinkellner, 2:4 (77.) Lewan Eloschwili, 3:4 (79.) Manuel Kovatsch, 3:5 (90+2.) Lewan Eloschwili : Daniel Rosenbichler (Kapfenberger SV, 48.); : Stefan Milenkovic (SVG Reichenau, 86.)                                     |
| 20.07.2018              | L4 | – | RL | SAK Klagenfurt (LC) | – | VST Völkermarkt | 1:0 (0:0) |
| SR: Wangg / 400         | Torschützen: | Torschützen: | Torschützen: | 1:0 (64.) Stephan Bürgler | 1:0 (64.) Stephan Bürgler | 1:0 (64.) Stephan Bürgler | 1:0 (64.) Stephan Bürgler |
| 20.07.2018              | L4 | – | BL | SK Maria Saal | – | SKN St. Pölten | 0:6 (0:1) |
| SR: Harkam              | Torschützen: | Torschützen: | Torschützen: | 0:1 (39., Elfmeter) René Gartler, 0:2 (67., Elfmeter) René Gartler, 0:3 (75.) Husein Balić, 0:4 (76.) René Gartler, 0:5 (82.) Robert Ljubičić, 0:6 (87.) Husein Balić | 0:1 (39., Elfmeter) René Gartler, 0:2 (67., Elfmeter) René Gartler, 0:3 (75.) Husein Balić, 0:4 (76.) René Gartler, 0:5 (82.) Robert Ljubičić, 0:6 (87.) Husein Balić | 0:1 (39., Elfmeter) René Gartler, 0:2 (67., Elfmeter) René Gartler, 0:3 (75.) Husein Balić, 0:4 (76.) René Gartler, 0:5 (82.) Robert Ljubičić, 0:6 (87.) Husein Balić | 0:1 (39., Elfmeter) René Gartler, 0:2 (67., Elfmeter) René Gartler, 0:3 (75.) Husein Balić, 0:4 (76.) René Gartler, 0:5 (82.) Robert Ljubičić, 0:6 (87.) Husein Balić |
| 20.07.2018              | RL | – | BL | SV Grödig | – | TSV Hartberg | 1:1 (0:1) / 1:3 n. V. |
| SR: Kijas / 150         | Torschützen: | Torschützen: | Torschützen: | 0:1 (35.) Dario Tadić, 1:1 (63.) Petrit Nika, 1:2 (102.) Dario Tadić, 1:3 (116.) Thomas Rotter | 0:1 (35.) Dario Tadić, 1:1 (63.) Petrit Nika, 1:2 (102.) Dario Tadić, 1:3 (116.) Thomas Rotter | 0:1 (35.) Dario Tadić, 1:1 (63.) Petrit Nika, 1:2 (102.) Dario Tadić, 1:3 (116.) Thomas Rotter | 0:1 (35.) Dario Tadić, 1:1 (63.) Petrit Nika, 1:2 (102.) Dario Tadić, 1:3 (116.) Thomas Rotter |
| 20.07.2018              | RL | – | 2L | ASK Ebreichsdorf | – | SK Vorwärts Steyr | 1:2 (0:1) |
| SR: Fröhlacher / 600    | Torschützen: | Torschützen: | Torschützen: | 0:1 (37.) Yusuf Efendioğlu, 0:2 (58.) Yusuf Efendioğlu, 1:2 (68.) Daniel Maderner | 0:1 (37.) Yusuf Efendioğlu, 0:2 (58.) Yusuf Efendioğlu, 1:2 (68.) Daniel Maderner | 0:1 (37.) Yusuf Efendioğlu, 0:2 (58.) Yusuf Efendioğlu, 1:2 (68.) Daniel Maderner | 0:1 (37.) Yusuf Efendioğlu, 0:2 (58.) Yusuf Efendioğlu, 1:2 (68.) Daniel Maderner |
| 20.07.2018              | RL | – | 2L | Deutschlandsberger SC | – | SKU Amstetten | 4:2 (3:0) |
| SR: Kouba / 550         | Torschützen: | Torschützen: | Torschützen: | 1:0 (13.) Gregor Grubisic, 2:0 (25.) Gregor Grubisic, 3:0 (33.) Christian Dengg, 3:1 (61.) Marjan Markić, 4:1 (75.) Pascal Zisser, 4:2 (79.) Florian Uhlig | 1:0 (13.) Gregor Grubisic, 2:0 (25.) Gregor Grubisic, 3:0 (33.) Christian Dengg, 3:1 (61.) Marjan Markić, 4:1 (75.) Pascal Zisser, 4:2 (79.) Florian Uhlig | 1:0 (13.) Gregor Grubisic, 2:0 (25.) Gregor Grubisic, 3:0 (33.) Christian Dengg, 3:1 (61.) Marjan Markić, 4:1 (75.) Pascal Zisser, 4:2 (79.) Florian Uhlig | 1:0 (13.) Gregor Grubisic, 2:0 (25.) Gregor Grubisic, 3:0 (33.) Christian Dengg, 3:1 (61.) Marjan Markić, 4:1 (75.) Pascal Zisser, 4:2 (79.) Florian Uhlig |
| 20.07.2018              | RL | – | RL | SC Schwaz (LC) | – | FC Dornbirn 1913 | 2:0 (2:0) |
| SR: Winkler / 150       | Torschützen: | Torschützen: | Torschützen: | 1:0 (2.) Mathias Hänsler, 2:0 (11.) Johannes Kinzner | 1:0 (2.) Mathias Hänsler, 2:0 (11.) Johannes Kinzner | 1:0 (2.) Mathias Hänsler, 2:0 (11.) Johannes Kinzner | 1:0 (2.) Mathias Hänsler, 2:0 (11.) Johannes Kinzner |
| 20.07.2018              | RL | – | BL | USV Allerheiligen | – | SV Mattersburg | 1:3 (1:2) |
| SR: Heiß / 530          | Torschützen: | Torschützen: | Torschützen: | 0:1 (7.) Marko Kvasina, 1:1 (24.) Petar Zubak, 1:2 (33.) César Ortiz, 1:3 (90+1.) Marko Kvasina | 0:1 (7.) Marko Kvasina, 1:1 (24.) Petar Zubak, 1:2 (33.) César Ortiz, 1:3 (90+1.) Marko Kvasina | 0:1 (7.) Marko Kvasina, 1:1 (24.) Petar Zubak, 1:2 (33.) César Ortiz, 1:3 (90+1.) Marko Kvasina | 0:1 (7.) Marko Kvasina, 1:1 (24.) Petar Zubak, 1:2 (33.) César Ortiz, 1:3 (90+1.) Marko Kvasina |
| 20.07.2018              | RL | – | BL | WSC Hertha Wels | – | LASK | 0:3 (0:2) |
| SR: Muckenhammer / 3100 | Torschützen: | Torschützen: | Torschützen: | 0:1 (13.) Yusuf Otubanjo, 0:2 (29.), Yusuf Otubanjo, 0:3 (70.) João Victor | 0:1 (13.) Yusuf Otubanjo, 0:2 (29.), Yusuf Otubanjo, 0:3 (70.) João Victor | 0:1 (13.) Yusuf Otubanjo, 0:2 (29.), Yusuf Otubanjo, 0:3 (70.) João Victor | 0:1 (13.) Yusuf Otubanjo, 0:2 (29.), Yusuf Otubanjo, 0:3 (70.) João Victor |
| 20.07.2018              | RL | – | BL | SC Neusiedl am See | – | FC Admira Wacker Mödling | 1:0 (0:0) |
| SR: Lechner / 800       | Torschützen: | Torschützen: | Torschützen: | 1:0 (70., Elfmeter) Osman Bozkurt | 1:0 (70., Elfmeter) Osman Bozkurt | 1:0 (70., Elfmeter) Osman Bozkurt | 1:0 (70., Elfmeter) Osman Bozkurt |
| 20.07.2018              | L4 | – | 2L | USV Mettersdorf (LC) | – | SV Horn | 0:1 (0:0) |
| SR: Jäger / 380         | Torschützen: | Torschützen: | Torschützen: | 0:1 (57.) Matúš Paukner | 0:1 (57.) Matúš Paukner | 0:1 (57.) Matúš Paukner | 0:1 (57.) Matúš Paukner |
| 20.07.2018              | RL | – | 2L | FC Mauerwerk | – | SC Wiener Neustadt | 0:2 (0:1) |
| SR: Untergasser / 100   | Torschützen: | Torschützen: | Torschützen: | 0:1 (8.) Oliver Podhorín, 0:2 (80.) Mario Stefel | 0:1 (8.) Oliver Podhorín, 0:2 (80.) Mario Stefel | 0:1 (8.) Oliver Podhorín, 0:2 (80.) Mario Stefel | 0:1 (8.) Oliver Podhorín, 0:2 (80.) Mario Stefel |
| 20.07.2018              | RL | – | BL | FC Kufstein | – | SK Rapid Wien | 0:5 (0:3) |
| SR: Gishamer / 2000     | Torschützen: | Torschützen: | Torschützen: | 0:1 (5.) Andrei Ivan, 0:2 (19.) Veton Berisha, 0:3 (34.) Deni Alar, 0:4 (58.) Deni Alar, 0:5 (62.) Andrei Ivan | 0:1 (5.) Andrei Ivan, 0:2 (19.) Veton Berisha, 0:3 (34.) Deni Alar, 0:4 (58.) Deni Alar, 0:5 (62.) Andrei Ivan | 0:1 (5.) Andrei Ivan, 0:2 (19.) Veton Berisha, 0:3 (34.) Deni Alar, 0:4 (58.) Deni Alar, 0:5 (62.) Andrei Ivan | 0:1 (5.) Andrei Ivan, 0:2 (19.) Veton Berisha, 0:3 (34.) Deni Alar, 0:4 (58.) Deni Alar, 0:5 (62.) Andrei Ivan |
| 21.07.2018              | L4 | – | 2L | Dornbirner SV (LC) | – | SV Ried | 0:6 (0:2) |
| SR: Grobelnik / 1150    | Torschützen: | Torschützen: | Torschützen: | 0:1 (19., Elfmeter) Darijo Pecirep, 0:2 (26.) Thomas Mayer, 0:3 (70.) Darijo Pecirep, 0:4 (76.) Thomas Mayer, 0:5 (80.) Lukas Grgic, 0:6 (84.) Stefano Surdanović | 0:1 (19., Elfmeter) Darijo Pecirep, 0:2 (26.) Thomas Mayer, 0:3 (70.) Darijo Pecirep, 0:4 (76.) Thomas Mayer, 0:5 (80.) Lukas Grgic, 0:6 (84.) Stefano Surdanović | 0:1 (19., Elfmeter) Darijo Pecirep, 0:2 (26.) Thomas Mayer, 0:3 (70.) Darijo Pecirep, 0:4 (76.) Thomas Mayer, 0:5 (80.) Lukas Grgic, 0:6 (84.) Stefano Surdanović | 0:1 (19., Elfmeter) Darijo Pecirep, 0:2 (26.) Thomas Mayer, 0:3 (70.) Darijo Pecirep, 0:4 (76.) Thomas Mayer, 0:5 (80.) Lukas Grgic, 0:6 (84.) Stefano Surdanović |
| 21.07.2018              | RL | – | L4 | Union Vöcklamarkt | – | FC Alberschwende | 4:0 (3:0) |
| SR: Fluch / 508         | Torschützen: | Torschützen: | Torschützen: | 1:0 (10., Eigentor) Kilian Sohm, 2:0 (28.) Joachim Gilhofer, 3:0 (43.) Thomas Höltschl, 4:0 (67.) Yannick Johnson | 1:0 (10., Eigentor) Kilian Sohm, 2:0 (28.) Joachim Gilhofer, 3:0 (43.) Thomas Höltschl, 4:0 (67.) Yannick Johnson | 1:0 (10., Eigentor) Kilian Sohm, 2:0 (28.) Joachim Gilhofer, 3:0 (43.) Thomas Höltschl, 4:0 (67.) Yannick Johnson | 1:0 (10., Eigentor) Kilian Sohm, 2:0 (28.) Joachim Gilhofer, 3:0 (43.) Thomas Höltschl, 4:0 (67.) Yannick Johnson |
| 21.07.2018              | RL | – | 2L | USK Anif | – | WSG Wattens | 0:3 (0:2) |
| SR: Gmeiner / 250       | Torschützen: | Torschützen: | Torschützen: | 0:1 (16., Eigentor) Jakob Zankl, 0:2 (41.) Milan Jurdík, 0:3 (89.) Ignacio Jáuregui | 0:1 (16., Eigentor) Jakob Zankl, 0:2 (41.) Milan Jurdík, 0:3 (89.) Ignacio Jáuregui | 0:1 (16., Eigentor) Jakob Zankl, 0:2 (41.) Milan Jurdík, 0:3 (89.) Ignacio Jáuregui | 0:1 (16., Eigentor) Jakob Zankl, 0:2 (41.) Milan Jurdík, 0:3 (89.) Ignacio Jáuregui |
| 21.07.2018              | RL | – | 2L | FC Kitzbühel | – | SV Lafnitz | 2:2 (0:1) / 2:4 n. V. |
| SR: Ouschan / 500       | Torschützen: | Torschützen: | Torschützen: | 0:1 (32., Elfmeter) Mario Kröpfl, 0:2 (90.) Nikola Zivotic, 1:2 (90+3.) Bojan Margić, 2:2 (90+6.) Raul Baur, 2:3 (100.) Lukas Ried, 2:4 (115., Eigentor) Matteo Kogler : Sascha Wörgetter (FC Kitzbühel, 90+1.) | 0:1 (32., Elfmeter) Mario Kröpfl, 0:2 (90.) Nikola Zivotic, 1:2 (90+3.) Bojan Margić, 2:2 (90+6.) Raul Baur, 2:3 (100.) Lukas Ried, 2:4 (115., Eigentor) Matteo Kogler : Sascha Wörgetter (FC Kitzbühel, 90+1.) | 0:1 (32., Elfmeter) Mario Kröpfl, 0:2 (90.) Nikola Zivotic, 1:2 (90+3.) Bojan Margić, 2:2 (90+6.) Raul Baur, 2:3 (100.) Lukas Ried, 2:4 (115., Eigentor) Matteo Kogler : Sascha Wörgetter (FC Kitzbühel, 90+1.) | 0:1 (32., Elfmeter) Mario Kröpfl, 0:2 (90.) Nikola Zivotic, 1:2 (90+3.) Bojan Margić, 2:2 (90+6.) Raul Baur, 2:3 (100.) Lukas Ried, 2:4 (115., Eigentor) Matteo Kogler : Sascha Wörgetter (FC Kitzbühel, 90+1.) |
| 21.07.2018              | L4 | – | BL | ASV Siegendorf (LC) | – | SK Sturm Graz | 0:2 (0:1) |
| SR: Weinberger / 1000   | Torschützen: | Torschützen: | Torschützen: | 0:1 (25.) Markus Pink, 0:2 (51.) Stefan Hierländer | 0:1 (25.) Markus Pink, 0:2 (51.) Stefan Hierländer | 0:1 (25.) Markus Pink, 0:2 (51.) Stefan Hierländer | 0:1 (25.) Markus Pink, 0:2 (51.) Stefan Hierländer |
| 21.07.2018              | RL | – | BL | SC Team Wiener Linien | – | FC Wacker Innsbruck | 2:3 (2:2) |
| SR: Gnam / 802          | Torschützen: | Torschützen: | Torschützen: | 0:1 (16.) Stefan Meusburger, 1:1 (27.) Thomas Zankl, 1:2 (36.) Stefan Rakowitz, 2:2 (40.) Thomas Zankl, 2:3 (56.) Stefan Rakowitz | 0:1 (16.) Stefan Meusburger, 1:1 (27.) Thomas Zankl, 1:2 (36.) Stefan Rakowitz, 2:2 (40.) Thomas Zankl, 2:3 (56.) Stefan Rakowitz | 0:1 (16.) Stefan Meusburger, 1:1 (27.) Thomas Zankl, 1:2 (36.) Stefan Rakowitz, 2:2 (40.) Thomas Zankl, 2:3 (56.) Stefan Rakowitz | 0:1 (16.) Stefan Meusburger, 1:1 (27.) Thomas Zankl, 1:2 (36.) Stefan Rakowitz, 2:2 (40.) Thomas Zankl, 2:3 (56.) Stefan Rakowitz |
| 21.07.2018              | RL | – | 2L | ATSV Stadl-Paura | – | FC Blau-Weiß Linz | 1:1 (0:0) / 1:1 n. V. / 3:2 i. E. |
| SR: Ebner / 850         | Torschützen: | Torschützen: | Torschützen: | 0:1 (65.) Mario Ebenhofer, 1:1 (88.) Alin Roman | 0:1 (65.) Mario Ebenhofer, 1:1 (88.) Alin Roman | 0:1 (65.) Mario Ebenhofer, 1:1 (88.) Alin Roman | 0:1 (65.) Mario Ebenhofer, 1:1 (88.) Alin Roman |
| 21.07.2018              | L4 | – | 2L | USV Scheiblingkirchen-Warth (LC) | – | SC Austria Lustenau | 0:4 (0:1) |
| SR: Eisner / 600        | Torschützen: | Torschützen: | Torschützen: | 0:1 (33., Elfmeter) Ronivaldo, 0:2 (62.) Marcel Canadi, 0:3 (68.) Willian Rodrigues, 0:4 (82.) Firat Tuncer | 0:1 (33., Elfmeter) Ronivaldo, 0:2 (62.) Marcel Canadi, 0:3 (68.) Willian Rodrigues, 0:4 (82.) Firat Tuncer | 0:1 (33., Elfmeter) Ronivaldo, 0:2 (62.) Marcel Canadi, 0:3 (68.) Willian Rodrigues, 0:4 (82.) Firat Tuncer | 0:1 (33., Elfmeter) Ronivaldo, 0:2 (62.) Marcel Canadi, 0:3 (68.) Willian Rodrigues, 0:4 (82.) Firat Tuncer |
| 21.07.2018              | RL | – | 2L | VfB Hohenems | – | Floridsdorfer AC | 2:5 (1:4) |
| SR: Altmann / 700       | Torschützen: | Torschützen: | Torschützen: | 0:1 (3.) Burak Yilmaz, 0:2 (22.) Oliver Markoutz, 1:2 (29.) Jan Stefanon, 1:3 (32.) Oliver Markoutz, 1:4 (38.) Martin Pajaczkowski, 1:5 (48.) Oliver Markoutz, 2:5 (51.) Dominik Fessler | 0:1 (3.) Burak Yilmaz, 0:2 (22.) Oliver Markoutz, 1:2 (29.) Jan Stefanon, 1:3 (32.) Oliver Markoutz, 1:4 (38.) Martin Pajaczkowski, 1:5 (48.) Oliver Markoutz, 2:5 (51.) Dominik Fessler | 0:1 (3.) Burak Yilmaz, 0:2 (22.) Oliver Markoutz, 1:2 (29.) Jan Stefanon, 1:3 (32.) Oliver Markoutz, 1:4 (38.) Martin Pajaczkowski, 1:5 (48.) Oliver Markoutz, 2:5 (51.) Dominik Fessler | 0:1 (3.) Burak Yilmaz, 0:2 (22.) Oliver Markoutz, 1:2 (29.) Jan Stefanon, 1:3 (32.) Oliver Markoutz, 1:4 (38.) Martin Pajaczkowski, 1:5 (48.) Oliver Markoutz, 2:5 (51.) Dominik Fessler |
| 21.07.2018              | RL | – | BL | Union Gurten | – | Wolfsberger AC | 1:2 (0:1) |
| SR: Jäger / 600         | Torschützen: | Torschützen: | Torschützen: | 0:1 (28.) Marc Andre Schmerböck, 1:1 (54.) Jakob Kreuzer, 1:2 (59.) Marc Andre Schmerböck | 0:1 (28.) Marc Andre Schmerböck, 1:1 (54.) Jakob Kreuzer, 1:2 (59.) Marc Andre Schmerböck | 0:1 (28.) Marc Andre Schmerböck, 1:1 (54.) Jakob Kreuzer, 1:2 (59.) Marc Andre Schmerböck | 0:1 (28.) Marc Andre Schmerböck, 1:1 (54.) Jakob Kreuzer, 1:2 (59.) Marc Andre Schmerböck |
| 21.07.2018              | RL | – | RL | Grazer AK | – | FC Marchfeld Donauauen | 6:0 (3:0) |
| SR: Sadikovski / 1065   | Torschützen: | Torschützen: | Torschützen: | 1:0 (13.) Dieter Elsneg, 2:0 (20., Elfmeter) Dominik Hackinger, 3:0 (29.) Alexander Rother, 4:0 (53.) Dieter Elsneg, 5:0 (74.) Andreas Fischer, 6:0 (86.) Andreas Fischer | 1:0 (13.) Dieter Elsneg, 2:0 (20., Elfmeter) Dominik Hackinger, 3:0 (29.) Alexander Rother, 4:0 (53.) Dieter Elsneg, 5:0 (74.) Andreas Fischer, 6:0 (86.) Andreas Fischer | 1:0 (13.) Dieter Elsneg, 2:0 (20., Elfmeter) Dominik Hackinger, 3:0 (29.) Alexander Rother, 4:0 (53.) Dieter Elsneg, 5:0 (74.) Andreas Fischer, 6:0 (86.) Andreas Fischer | 1:0 (13.) Dieter Elsneg, 2:0 (20., Elfmeter) Dominik Hackinger, 3:0 (29.) Alexander Rother, 4:0 (53.) Dieter Elsneg, 5:0 (74.) Andreas Fischer, 6:0 (86.) Andreas Fischer |
| 21.07.2018              | RL | – | 2L | FCM Traiskirchen | – | SK Austria Klagenfurt | 0:2 (0:0) |
| SR: Hasanovic / 250     | Torschützen: | Torschützen: | Torschützen: | 0:1 (77., Eigentor) Florian König, 0:2 (89.) Benedikt Pichler | 0:1 (77., Eigentor) Florian König, 0:2 (89.) Benedikt Pichler | 0:1 (77., Eigentor) Florian König, 0:2 (89.) Benedikt Pichler | 0:1 (77., Eigentor) Florian König, 0:2 (89.) Benedikt Pichler |
| 21.07.2018              | RL | – | L4 | FC Pinzgau Saalfelden | – | SV Straßwalchen (LC) | 4:0 (2:0) |
| SR: Pfister / 250       | Torschützen: | Torschützen: | Torschützen: | 1:0 (6.) Thomas Herzog, 2:0 (35.) Tamás Tandari, 3:0 (87.) Ermin Hasić, 4:0 (90+2.) Tamás Tandari : Franz Promberger (SV Straßwalchen, 62.) | 1:0 (6.) Thomas Herzog, 2:0 (35.) Tamás Tandari, 3:0 (87.) Ermin Hasić, 4:0 (90+2.) Tamás Tandari : Franz Promberger (SV Straßwalchen, 62.) | 1:0 (6.) Thomas Herzog, 2:0 (35.) Tamás Tandari, 3:0 (87.) Ermin Hasić, 4:0 (90+2.) Tamás Tandari : Franz Promberger (SV Straßwalchen, 62.) | 1:0 (6.) Thomas Herzog, 2:0 (35.) Tamás Tandari, 3:0 (87.) Ermin Hasić, 4:0 (90+2.) Tamás Tandari : Franz Promberger (SV Straßwalchen, 62.) |
| 21.07.2018              | RL | – | RL | FC Lendorf | – | ASK-BSC Bruck/Leitha | 0:2 (0:2) |
| SR: Eigler / 200        | Torschützen: | Torschützen: | Torschützen: | 0:1 (17.) Dominik Burusic, 0:2 (36.) Martin Maroši | 0:1 (17.) Dominik Burusic, 0:2 (36.) Martin Maroši | 0:1 (17.) Dominik Burusic, 0:2 (36.) Martin Maroši | 0:1 (17.) Dominik Burusic, 0:2 (36.) Martin Maroši |
| 22.07.2018              | L4 | – | BL | FV Austria XIII (LC) | – | FK Austria Wien | 0:4 (0:1) |
| SR: Spurny / 2152       | Torschützen: | Torschützen: | Torschützen: | 0:1 (12.) Kevin Friesenbichler, 0:2 (71.) Alon Turgeman, 0:3 (85., Elfmeter) Uroš Matić, 0:4 (90+3.) Alexander Grünwald | 0:1 (12.) Kevin Friesenbichler, 0:2 (71.) Alon Turgeman, 0:3 (85., Elfmeter) Uroš Matić, 0:4 (90+3.) Alexander Grünwald | 0:1 (12.) Kevin Friesenbichler, 0:2 (71.) Alon Turgeman, 0:3 (85., Elfmeter) Uroš Matić, 0:4 (90+3.) Alexander Grünwald | 0:1 (12.) Kevin Friesenbichler, 0:2 (71.) Alon Turgeman, 0:3 (85., Elfmeter) Uroš Matić, 0:4 (90+3.) Alexander Grünwald |
| 22.07.2018              | RL | – | BL | SC-ESV Parndorf 1919 | – | SCR Altach | 0:3 (0:2) |
| SR: Hameter / 600       | Torschützen: | Torschützen: | Torschützen: | 0:1 (4.) Adrian Grbić, 0:2 (32.) Philipp Netzer, 0:3 (78.) Andreas Lienhart | 0:1 (4.) Adrian Grbić, 0:2 (32.) Philipp Netzer, 0:3 (78.) Andreas Lienhart | 0:1 (4.) Adrian Grbić, 0:2 (32.) Philipp Netzer, 0:3 (78.) Andreas Lienhart | 0:1 (4.) Adrian Grbić, 0:2 (32.) Philipp Netzer, 0:3 (78.) Andreas Lienhart |
| 22.07.2018              | L4 | – | BL | ASKÖ Oedt (LC) | – | FC Red Bull Salzburg | 0:6 (0:2) |
| SR: Ciochirca / 2112    | Torschützen: | Torschützen: | Torschützen: | 0:1 (9.) Xaver Schlager, 0:2 (45.) Reinhold Yabo, 0:3 (63.) Reinhold Yabo, 0:4 (65.) Xaver Schlager, 0:5 (72.) Smail Prevljak, 0:6 (77., Elfmeter) Munas Dabbur | 0:1 (9.) Xaver Schlager, 0:2 (45.) Reinhold Yabo, 0:3 (63.) Reinhold Yabo, 0:4 (65.) Xaver Schlager, 0:5 (72.) Smail Prevljak, 0:6 (77., Elfmeter) Munas Dabbur | 0:1 (9.) Xaver Schlager, 0:2 (45.) Reinhold Yabo, 0:3 (63.) Reinhold Yabo, 0:4 (65.) Xaver Schlager, 0:5 (72.) Smail Prevljak, 0:6 (77., Elfmeter) Munas Dabbur | 0:1 (9.) Xaver Schlager, 0:2 (45.) Reinhold Yabo, 0:3 (63.) Reinhold Yabo, 0:4 (65.) Xaver Schlager, 0:5 (72.) Smail Prevljak, 0:6 (77., Elfmeter) Munas Dabbur |
| 30.07.2018              | RL | – | RL | FC Stadlau | – | FC Gleisdorf 09 | 0:0 / 2:1 n. V. |
| SR:Hameter / 300        | Torschützen: | Torschützen: | Torschützen: | 0:1 (96.) David Gräfischer, 1:1 (105.) Mario Topcic, 2:1 (116., Eigentor) Thomas Grassl | 0:1 (96.) David Gräfischer, 1:1 (105.) Mario Topcic, 2:1 (116., Eigentor) Thomas Grassl | 0:1 (96.) David Gräfischer, 1:1 (105.) Mario Topcic, 2:1 (116., Eigentor) Thomas Grassl | 0:1 (96.) David Gräfischer, 1:1 (105.) Mario Topcic, 2:1 (116., Eigentor) Thomas Grassl |
| Legende:                | BL = Bundesliga (1. Leistungsstufe) — 2L = 2. Liga (2. Leistungsstufe) RL = Regionalliga (3. Leistungsstufe) — L4 = Landesliga (4. Leistungsstufe) — L5 = II. Liga (Burgenland) (5. Leistungsstufe) M = amtierender Meister — C = amtierender Cupsieger — LC = amtierender Landescupsieger n. V. = Nach Verlängerung — i. E. = im Elfmeterschießen | BL = Bundesliga (1. Leistungsstufe) — 2L = 2. Liga (2. Leistungsstufe) RL = Regionalliga (3. Leistungsstufe) — L4 = Landesliga (4. Leistungsstufe) — L5 = II. Liga (Burgenland) (5. Leistungsstufe) M = amtierender Meister — C = amtierender Cupsieger — LC = amtierender Landescupsieger n. V. = Nach Verlängerung — i. E. = im Elfmeterschießen | BL = Bundesliga (1. Leistungsstufe) — 2L = 2. Liga (2. Leistungsstufe) RL = Regionalliga (3. Leistungsstufe) — L4 = Landesliga (4. Leistungsstufe) — L5 = II. Liga (Burgenland) (5. Leistungsstufe) M = amtierender Meister — C = amtierender Cupsieger — LC = amtierender Landescupsieger n. V. = Nach Verlängerung — i. E. = im Elfmeterschießen | BL = Bundesliga (1. Leistungsstufe) — 2L = 2. Liga (2. Leistungsstufe) RL = Regionalliga (3. Leistungsstufe) — L4 = Landesliga (4. Leistungsstufe) — L5 = II. Liga (Burgenland) (5. Leistungsstufe) M = amtierender Meister — C = amtierender Cupsieger — LC = amtierender Landescupsieger n. V. = Nach Verlängerung — i. E. = im Elfmeterschießen | BL = Bundesliga (1. Leistungsstufe) — 2L = 2. Liga (2. Leistungsstufe) RL = Regionalliga (3. Leistungsstufe) — L4 = Landesliga (4. Leistungsstufe) — L5 = II. Liga (Burgenland) (5. Leistungsstufe) M = amtierender Meister — C = amtierender Cupsieger — LC = amtierender Landescupsieger n. V. = Nach Verlängerung — i. E. = im Elfmeterschießen | BL = Bundesliga (1. Leistungsstufe) — 2L = 2. Liga (2. Leistungsstufe) RL = Regionalliga (3. Leistungsstufe) — L4 = Landesliga (4. Leistungsstufe) — L5 = II. Liga (Burgenland) (5. Leistungsstufe) M = amtierender Meister — C = amtierender Cupsieger — LC = amtierender Landescupsieger n. V. = Nach Verlängerung — i. E. = im Elfmeterschießen | BL = Bundesliga (1. Leistungsstufe) — 2L = 2. Liga (2. Leistungsstufe) RL = Regionalliga (3. Leistungsstufe) — L4 = Landesliga (4. Leistungsstufe) — L5 = II. Liga (Burgenland) (5. Leistungsstufe) M = amtierender Meister — C = amtierender Cupsieger — LC = amtierender Landescupsieger n. V. = Nach Verlängerung — i. E. = im Elfmeterschießen |

## 2. Runde
Für die zweite Runde hatten sich folgende Mannschaften qualifiziert:
| Bundesliga (11) | 2. Liga (10) | Landes-Cup-Sieger (2)                          |
| --- | --- | ---------------------------------------------- |
| - SCR Altach - SK Sturm Graz - TSV Hartberg - FC Wacker Innsbruck - LASK - SV Mattersburg - FC Red Bull Salzburg - SKN St. Pölten - FK Austria Wien - SK Rapid Wien - Wolfsberger AC | - Floridsdorfer AC - SV Horn - Kapfenberger SV - SK Austria Klagenfurt - SV Lafnitz - SC Austria Lustenau - SV Ried - SK Vorwärts Steyr - WSG Wattens - SC Wiener Neustadt | - SAK Klagenfurt (K) (L4) - SC Schwaz (T) (RL) |
| Regionalliga Ost (4) | Regionalliga Mitte (4) | Regionalliga West (1)                          |
| - ASK-BSC Bruck/Leitha - SV Leobendorf - SC Neusiedl am See - FC Stadlau | - Deutschlandsberger SC - Grazer AK - ATSV Stadl-Paura - Union Vöcklamarkt                                                                                                 | - FC Pinzgau Saalfelden                        |

### Paarungen der 2. Runde
Die Spiele der 2. Runde wurden am Montag, den 24., Dienstag, den 25. und Mittwoch, den 26. September 2018 ausgetragen.
| Datum / Zuschauer  | Liga | Liga | Liga | Heimmannschaft | | Gastmannschaft | Ergebnis |
| ------------------ | --- | --- | --- | --- | --- | --- | --- |
| 24.09.2018 / 350   | L4 | – | 2L | SAK Klagenfurt (LC) | – | Floridsdorfer AC | 1:5 (0:2) |
| SR: Eisner         | Torschützen: | Torschützen: | Torschützen: | 0:1 (18.) Daniel Hautzinger, 0:2 (45+1., Eigentor) Gregor Čeglaj, 0:3 (55.) Stefan Umjenovic, 0:4 (63., Elfmeter) Mirnes Becirovic, 0:5 (74., Elfmeter) Alex Sobczyk, 1:5 (76.) Daniel Čamber | 0:1 (18.) Daniel Hautzinger, 0:2 (45+1., Eigentor) Gregor Čeglaj, 0:3 (55.) Stefan Umjenovic, 0:4 (63., Elfmeter) Mirnes Becirovic, 0:5 (74., Elfmeter) Alex Sobczyk, 1:5 (76.) Daniel Čamber | 0:1 (18.) Daniel Hautzinger, 0:2 (45+1., Eigentor) Gregor Čeglaj, 0:3 (55.) Stefan Umjenovic, 0:4 (63., Elfmeter) Mirnes Becirovic, 0:5 (74., Elfmeter) Alex Sobczyk, 1:5 (76.) Daniel Čamber | 0:1 (18.) Daniel Hautzinger, 0:2 (45+1., Eigentor) Gregor Čeglaj, 0:3 (55.) Stefan Umjenovic, 0:4 (63., Elfmeter) Mirnes Becirovic, 0:5 (74., Elfmeter) Alex Sobczyk, 1:5 (76.) Daniel Čamber |
| 25.09.2018 / 540   | RL | – | BL | SV Leobendorf | – | SCR Altach | 1:2 (0:1) |
| SR: Gishamer       | Torschützen: | Torschützen: | Torschützen: | 0:1 (34.) Stefan Nutz, 0:2 (44., Elfmeter) Hannes Aigner, 1:2 (84.) Mario Konrad | 0:1 (34.) Stefan Nutz, 0:2 (44., Elfmeter) Hannes Aigner, 1:2 (84.) Mario Konrad | 0:1 (34.) Stefan Nutz, 0:2 (44., Elfmeter) Hannes Aigner, 1:2 (84.) Mario Konrad | 0:1 (34.) Stefan Nutz, 0:2 (44., Elfmeter) Hannes Aigner, 1:2 (84.) Mario Konrad |
| 25.09.2018 / 200   | RL | – | 2L | ASK-BSC Bruck/Leitha | – | SC Austria Lustenau | 1:3 (0:2) |
| SR: Weinberger     | Torschützen: | Torschützen: | Torschützen: | 0:1 (34.) Ronivaldo, 0:2 (45.) Ronivaldo, 1:2 (75.) Tomáš Majtán, 1:3 (83.) Alexander Ranacher | 0:1 (34.) Ronivaldo, 0:2 (45.) Ronivaldo, 1:2 (75.) Tomáš Majtán, 1:3 (83.) Alexander Ranacher | 0:1 (34.) Ronivaldo, 0:2 (45.) Ronivaldo, 1:2 (75.) Tomáš Majtán, 1:3 (83.) Alexander Ranacher | 0:1 (34.) Ronivaldo, 0:2 (45.) Ronivaldo, 1:2 (75.) Tomáš Majtán, 1:3 (83.) Alexander Ranacher |
| 25.09.2018 / 2312  | BL | – | 2L | Wolfsberger AC | – | SK Austria Klagenfurt | 4:0 (3:0) |
| SR: Harkam         | Torschützen: | Torschützen: | Torschützen: | 1:0 (3.) Bernd Gschweidl, 2:0 (15.) Christopher Wernitznig, 3:0 (35., Elfmeter) Michael Liendl, 4:0 (49.) Bernd Gschweidl | 1:0 (3.) Bernd Gschweidl, 2:0 (15.) Christopher Wernitznig, 3:0 (35., Elfmeter) Michael Liendl, 4:0 (49.) Bernd Gschweidl | 1:0 (3.) Bernd Gschweidl, 2:0 (15.) Christopher Wernitznig, 3:0 (35., Elfmeter) Michael Liendl, 4:0 (49.) Bernd Gschweidl | 1:0 (3.) Bernd Gschweidl, 2:0 (15.) Christopher Wernitznig, 3:0 (35., Elfmeter) Michael Liendl, 4:0 (49.) Bernd Gschweidl |
| 25.09.2018 / 800   | RL | – | 2L | Deutschlandsberger SC | – | SC Wiener Neustadt | 3:3 (1:2) / 3:4 n. V. |
| SR: Jäger          | Torschützen: | Torschützen: | Torschützen: | 1:0 (19.) Thomas Wotolen, 1:1 (24.) Stefan Hager, 1:2 (38.) Michael Cheukoua, 1:3 (49.) Johannes Tartarotti, 2:3 (54.) Levin Oparenović, 3:3 (90+5.) Christian Dengg, 3:4 (118.) Hamdi Salihi : Nik Mršič (Deutschlandsberger SC, 100.); : Miloš Jovičić (SC Wiener Neustadt, 112.), Tode Djakovic (Deutschlandsberger SC, 120.) | 1:0 (19.) Thomas Wotolen, 1:1 (24.) Stefan Hager, 1:2 (38.) Michael Cheukoua, 1:3 (49.) Johannes Tartarotti, 2:3 (54.) Levin Oparenović, 3:3 (90+5.) Christian Dengg, 3:4 (118.) Hamdi Salihi : Nik Mršič (Deutschlandsberger SC, 100.); : Miloš Jovičić (SC Wiener Neustadt, 112.), Tode Djakovic (Deutschlandsberger SC, 120.) | 1:0 (19.) Thomas Wotolen, 1:1 (24.) Stefan Hager, 1:2 (38.) Michael Cheukoua, 1:3 (49.) Johannes Tartarotti, 2:3 (54.) Levin Oparenović, 3:3 (90+5.) Christian Dengg, 3:4 (118.) Hamdi Salihi : Nik Mršič (Deutschlandsberger SC, 100.); : Miloš Jovičić (SC Wiener Neustadt, 112.), Tode Djakovic (Deutschlandsberger SC, 120.) | 1:0 (19.) Thomas Wotolen, 1:1 (24.) Stefan Hager, 1:2 (38.) Michael Cheukoua, 1:3 (49.) Johannes Tartarotti, 2:3 (54.) Levin Oparenović, 3:3 (90+5.) Christian Dengg, 3:4 (118.) Hamdi Salihi : Nik Mršič (Deutschlandsberger SC, 100.); : Miloš Jovičić (SC Wiener Neustadt, 112.), Tode Djakovic (Deutschlandsberger SC, 120.) |
| 25.09.2018 / 2463  | RL | – | 2L | Union Vöcklamarkt | – | SV Ried | 0:1 (0:1) |
| SR: Schüttengruber | Torschützen: | Torschützen: | Torschützen: | 0:1 (26.) Thomas Mayer | 0:1 (26.) Thomas Mayer | 0:1 (26.) Thomas Mayer | 0:1 (26.) Thomas Mayer |
| 25.09.2018 / 875   | BL | – | 2L | TSV Hartberg | – | WSG Wattens | 3:0 (3:0) |
| SR: Muckenhammer   | Torschützen: | Torschützen: | Torschützen: | 1:0 (4.) Dario Tadić, 2:0 (18.) Zakaria Sanogo, 3:0 (30.) Rajko Rep | 1:0 (4.) Dario Tadić, 2:0 (18.) Zakaria Sanogo, 3:0 (30.) Rajko Rep | 1:0 (4.) Dario Tadić, 2:0 (18.) Zakaria Sanogo, 3:0 (30.) Rajko Rep | 1:0 (4.) Dario Tadić, 2:0 (18.) Zakaria Sanogo, 3:0 (30.) Rajko Rep |
| 25.09.2018 / 450   | 2L | – | 2L | SV Horn | – | SV Lafnitz | 0:2 (0:1) |
| SR: Ebner          | Torschützen: | Torschützen: | Torschützen: | 0:1 (32., Elfmeter) Nikola Zivotic, 0:2 (46.) Christian Klem | 0:1 (32., Elfmeter) Nikola Zivotic, 0:2 (46.) Christian Klem | 0:1 (32., Elfmeter) Nikola Zivotic, 0:2 (46.) Christian Klem | 0:1 (32., Elfmeter) Nikola Zivotic, 0:2 (46.) Christian Klem |
| 25.09.2018 / 2010  | RL | – | 2L | Grazer AK | – | SK Vorwärts Steyr | 0:0 / 4:2 i. E. |
| SR: Grobelnik      | Torschützen: | Torschützen: | Torschützen: | keine | keine | keine | keine |
| 26.09.2018 / 156   | RL | – | 2L | FC Stadlau | – | Kapfenberger SV | 0:4 (0:2) |
| SR: Kijas          | Torschützen: | Torschützen: | Torschützen: | 0:1 (2.) Lukas Skrivanek, 0:2 (25.) Lukas Skrivanek, 0:3 (53.) Sebastian Feyrer, 0:4 (84.) Giuliano Milici | 0:1 (2.) Lukas Skrivanek, 0:2 (25.) Lukas Skrivanek, 0:3 (53.) Sebastian Feyrer, 0:4 (84.) Giuliano Milici | 0:1 (2.) Lukas Skrivanek, 0:2 (25.) Lukas Skrivanek, 0:3 (53.) Sebastian Feyrer, 0:4 (84.) Giuliano Milici | 0:1 (2.) Lukas Skrivanek, 0:2 (25.) Lukas Skrivanek, 0:3 (53.) Sebastian Feyrer, 0:4 (84.) Giuliano Milici |
| 26.09.2018 / 5300  | BL | – | BL | SV Mattersburg | – | SK Rapid Wien | 1:1 (1:1) / 1:1 n. V. / 4:5 i. E. |
| SR: Ciochirca      | Torschützen: | Torschützen: | Torschützen: | 0:1 (38.) Christoph Knasmüllner, 1:1 (45+1., Elfmeter) Marko Kvasina | 0:1 (38.) Christoph Knasmüllner, 1:1 (45+1., Elfmeter) Marko Kvasina | 0:1 (38.) Christoph Knasmüllner, 1:1 (45+1., Elfmeter) Marko Kvasina | 0:1 (38.) Christoph Knasmüllner, 1:1 (45+1., Elfmeter) Marko Kvasina |
| 26.09.2018         | RL | – | BL | ATSV Stadl-Paura | – | LASK | 0:8 (0:3) |
| SR: Drachta        | Torschützen: | Torschützen: | Torschützen: | 0: (16.) Thomas Goiginger, 0:2 (27.) Thomas Goiginger, 0:3 (43.) João Victor, 0:4 (54.) Christian Ramsebner, 0:5 (60.) Yusuf Otubanjo, 0:6 (66.) João Victor, 0:7 (70.) Florian Jamnig, 0:8 (78.) Florian Jamnig | 0: (16.) Thomas Goiginger, 0:2 (27.) Thomas Goiginger, 0:3 (43.) João Victor, 0:4 (54.) Christian Ramsebner, 0:5 (60.) Yusuf Otubanjo, 0:6 (66.) João Victor, 0:7 (70.) Florian Jamnig, 0:8 (78.) Florian Jamnig | 0: (16.) Thomas Goiginger, 0:2 (27.) Thomas Goiginger, 0:3 (43.) João Victor, 0:4 (54.) Christian Ramsebner, 0:5 (60.) Yusuf Otubanjo, 0:6 (66.) João Victor, 0:7 (70.) Florian Jamnig, 0:8 (78.) Florian Jamnig | 0: (16.) Thomas Goiginger, 0:2 (27.) Thomas Goiginger, 0:3 (43.) João Victor, 0:4 (54.) Christian Ramsebner, 0:5 (60.) Yusuf Otubanjo, 0:6 (66.) João Victor, 0:7 (70.) Florian Jamnig, 0:8 (78.) Florian Jamnig |
| 26.09.2018 / 600   | RL | – | BL | FC Pinzgau Saalfelden | – | SKN St. Pölten | 0:5 (0:2) |
| SR: Altmann        | Torschützen: | Torschützen: | Torschützen: | 0:1 (11.) Michael Ambichl, 0:2 (34.) Husein Balić, 0:3 (67.) Husein Balić, 0:4 (71.) Michael Ambichl, 0:5 (87.) Daniel Schütz | 0:1 (11.) Michael Ambichl, 0:2 (34.) Husein Balić, 0:3 (67.) Husein Balić, 0:4 (71.) Michael Ambichl, 0:5 (87.) Daniel Schütz | 0:1 (11.) Michael Ambichl, 0:2 (34.) Husein Balić, 0:3 (67.) Husein Balić, 0:4 (71.) Michael Ambichl, 0:5 (87.) Daniel Schütz | 0:1 (11.) Michael Ambichl, 0:2 (34.) Husein Balić, 0:3 (67.) Husein Balić, 0:4 (71.) Michael Ambichl, 0:5 (87.) Daniel Schütz |
| 26.09.2018         | RL | – | BL | SC Neusiedl am See | – | FC Wacker Innsbruck | 1:3 (1:3) |
| SR: Lechner        | Torschützen: | Torschützen: | Torschützen: | 0:1 (5.) Florian Buchacher, 0:2 (6.) Patrik Eler, 0:3 (12.) Florian Rieder, 1:3 (37.) Osman Bozkurt | 0:1 (5.) Florian Buchacher, 0:2 (6.) Patrik Eler, 0:3 (12.) Florian Rieder, 1:3 (37.) Osman Bozkurt | 0:1 (5.) Florian Buchacher, 0:2 (6.) Patrik Eler, 0:3 (12.) Florian Rieder, 1:3 (37.) Osman Bozkurt | 0:1 (5.) Florian Buchacher, 0:2 (6.) Patrik Eler, 0:3 (12.) Florian Rieder, 1:3 (37.) Osman Bozkurt |
| 26.09.2018 / 1300  | RL | – | BL | SC Schwaz (LC) | – | FC Red Bull Salzburg (M) | 0:6 (0:2) |
| SR: Schörgenhofer  | Torschützen: | Torschützen: | Torschützen: | 0:1 (28.) Takumi Minamino, 0:2 (39.) Smail Prevljak, 0:3 (63.) Enock Mwepu, 0:4 (68.) Dominik Szoboszlai, 0:5 (80.) Zlatko Junuzović, 0:6 (87.) Christoph Leitgeb | 0:1 (28.) Takumi Minamino, 0:2 (39.) Smail Prevljak, 0:3 (63.) Enock Mwepu, 0:4 (68.) Dominik Szoboszlai, 0:5 (80.) Zlatko Junuzović, 0:6 (87.) Christoph Leitgeb | 0:1 (28.) Takumi Minamino, 0:2 (39.) Smail Prevljak, 0:3 (63.) Enock Mwepu, 0:4 (68.) Dominik Szoboszlai, 0:5 (80.) Zlatko Junuzović, 0:6 (87.) Christoph Leitgeb | 0:1 (28.) Takumi Minamino, 0:2 (39.) Smail Prevljak, 0:3 (63.) Enock Mwepu, 0:4 (68.) Dominik Szoboszlai, 0:5 (80.) Zlatko Junuzović, 0:6 (87.) Christoph Leitgeb |
| 26.09.2018 / 8854  | BL | – | BL | FK Austria Wien | – | SK Sturm Graz (C) | 2:0 (0:0) |
| SR: Hameter        | Torschützen: | Torschützen: | Torschützen: | 1:0 (62.) Kevin Friesenbichler, 2:0 (65.) Dominik Prokop | 1:0 (62.) Kevin Friesenbichler, 2:0 (65.) Dominik Prokop | 1:0 (62.) Kevin Friesenbichler, 2:0 (65.) Dominik Prokop | 1:0 (62.) Kevin Friesenbichler, 2:0 (65.) Dominik Prokop |
| Legende:           | BL = Bundesliga (1. Leistungsstufe) — 2L = 2. Liga (2. Leistungsstufe) RL = Regionalliga (3. Leistungsstufe) — LL = Landesliga (4. Leistungsstufe) M = amtierender Meister — C = amtierender Cupsieger — LC = amtierender Landescupsieger n. V. = Nach Verlängerung — i. E. = im Elfmeterschießen | BL = Bundesliga (1. Leistungsstufe) — 2L = 2. Liga (2. Leistungsstufe) RL = Regionalliga (3. Leistungsstufe) — LL = Landesliga (4. Leistungsstufe) M = amtierender Meister — C = amtierender Cupsieger — LC = amtierender Landescupsieger n. V. = Nach Verlängerung — i. E. = im Elfmeterschießen | BL = Bundesliga (1. Leistungsstufe) — 2L = 2. Liga (2. Leistungsstufe) RL = Regionalliga (3. Leistungsstufe) — LL = Landesliga (4. Leistungsstufe) M = amtierender Meister — C = amtierender Cupsieger — LC = amtierender Landescupsieger n. V. = Nach Verlängerung — i. E. = im Elfmeterschießen | BL = Bundesliga (1. Leistungsstufe) — 2L = 2. Liga (2. Leistungsstufe) RL = Regionalliga (3. Leistungsstufe) — LL = Landesliga (4. Leistungsstufe) M = amtierender Meister — C = amtierender Cupsieger — LC = amtierender Landescupsieger n. V. = Nach Verlängerung — i. E. = im Elfmeterschießen                                | BL = Bundesliga (1. Leistungsstufe) — 2L = 2. Liga (2. Leistungsstufe) RL = Regionalliga (3. Leistungsstufe) — LL = Landesliga (4. Leistungsstufe) M = amtierender Meister — C = amtierender Cupsieger — LC = amtierender Landescupsieger n. V. = Nach Verlängerung — i. E. = im Elfmeterschießen                                | BL = Bundesliga (1. Leistungsstufe) — 2L = 2. Liga (2. Leistungsstufe) RL = Regionalliga (3. Leistungsstufe) — LL = Landesliga (4. Leistungsstufe) M = amtierender Meister — C = amtierender Cupsieger — LC = amtierender Landescupsieger n. V. = Nach Verlängerung — i. E. = im Elfmeterschießen                                | BL = Bundesliga (1. Leistungsstufe) — 2L = 2. Liga (2. Leistungsstufe) RL = Regionalliga (3. Leistungsstufe) — LL = Landesliga (4. Leistungsstufe) M = amtierender Meister — C = amtierender Cupsieger — LC = amtierender Landescupsieger n. V. = Nach Verlängerung — i. E. = im Elfmeterschießen                                |

## Achtelfinale
Für das Achtelfinale hatten sich folgende Mannschaften qualifiziert:
| Bundesliga (9) | 2. Liga (6)                                                                                            | Regionalliga Mitte (1) |
| --- | --- | ---------------------- |
| - SCR Altach - TSV Hartberg - FC Wacker Innsbruck - LASK - FC Red Bull Salzburg - SKN St. Pölten - FK Austria Wien - SK Rapid Wien - Wolfsberger AC | - Floridsdorfer AC - Kapfenberger SV - SV Lafnitz - SC Austria Lustenau - SV Ried - SC Wiener Neustadt | - Grazer AK            |

### Paarungen des Achtelfinales
Die Spiele des Achtelfinales wurden am Dienstag, den 30. und Mittwoch, den 31. Oktober 2018 ausgetragen.
| Datum / Zuschauer  | Liga | Liga | Liga | Heimmannschaft | | Gastmannschaft | Ergebnis |
| ------------------ | --- | --- | --- | --- | --- | --- | --- |
| 30.10.2018 / 1467  | BL | – | BL | TSV Hartberg | – | FC Wacker Innsbruck | 4:3 (2:1) |
| SR: Schüttengruber | Torschützen: | Torschützen: | Torschützen: | 1:0 (12.) Christian Ilić, 1:1 (14.) Patrik Eler, 2:1 (28.) Fabian Schubert, 2:2 (61.) Albert Vallci, 3:2 (66.) Siegfried Rasswalder, 3:3 (74.) Albert Vallci, 4:3 (89.) Christoph Kröpfl | 1:0 (12.) Christian Ilić, 1:1 (14.) Patrik Eler, 2:1 (28.) Fabian Schubert, 2:2 (61.) Albert Vallci, 3:2 (66.) Siegfried Rasswalder, 3:3 (74.) Albert Vallci, 4:3 (89.) Christoph Kröpfl | 1:0 (12.) Christian Ilić, 1:1 (14.) Patrik Eler, 2:1 (28.) Fabian Schubert, 2:2 (61.) Albert Vallci, 3:2 (66.) Siegfried Rasswalder, 3:3 (74.) Albert Vallci, 4:3 (89.) Christoph Kröpfl | 1:0 (12.) Christian Ilić, 1:1 (14.) Patrik Eler, 2:1 (28.) Fabian Schubert, 2:2 (61.) Albert Vallci, 3:2 (66.) Siegfried Rasswalder, 3:3 (74.) Albert Vallci, 4:3 (89.) Christoph Kröpfl |
| 30.10.2018 / 7212  | BL | – | 2L | FK Austria Wien | – | Floridsdorfer AC | 3:1 (2:1) |
| SR: Lechner        | Torschützen: | Torschützen: | Torschützen: | 1:0 (2.) Christoph Monschein, 2:0 (44.) Ewandro Costa, 2:1 (45.) Oliver Markoutz, 3:1 (65.) Christoph Monschein | 1:0 (2.) Christoph Monschein, 2:0 (44.) Ewandro Costa, 2:1 (45.) Oliver Markoutz, 3:1 (65.) Christoph Monschein | 1:0 (2.) Christoph Monschein, 2:0 (44.) Ewandro Costa, 2:1 (45.) Oliver Markoutz, 3:1 (65.) Christoph Monschein | 1:0 (2.) Christoph Monschein, 2:0 (44.) Ewandro Costa, 2:1 (45.) Oliver Markoutz, 3:1 (65.) Christoph Monschein |
| 31.10.2018 / 3755  | BL | – | BL | Wolfsberger AC | – | SK Rapid Wien | 0:3 (0:2) |
| SR: Drachta        | Torschützen: | Torschützen: | Torschützen: | 0: (22.) Andrija Pavlović, 0:2 (45+1.) Andrija Pavlović, 0:3 (54.) Christoph Knasmüllner | 0: (22.) Andrija Pavlović, 0:2 (45+1.) Andrija Pavlović, 0:3 (54.) Christoph Knasmüllner | 0: (22.) Andrija Pavlović, 0:2 (45+1.) Andrija Pavlović, 0:3 (54.) Christoph Knasmüllner | 0: (22.) Andrija Pavlović, 0:2 (45+1.) Andrija Pavlović, 0:3 (54.) Christoph Knasmüllner |
| 31.10.2018 / 3500  | 2L | – | BL | SC Austria Lustenau | – | FC Red Bull Salzburg (M) | 0:1 (0:0) |
| SR: Altmann        | Torschützen: | Torschützen: | Torschützen: | 0:1 (74.) Takumi Minamino | 0:1 (74.) Takumi Minamino | 0:1 (74.) Takumi Minamino | 0:1 (74.) Takumi Minamino |
| 31.10.2018 / 2243  | BL | – | BL | SCR Altach | – | LASK | 0:3 (0:2) |
| SR: Heiß           | Torschützen: | Torschützen: | Torschützen: | 0:1 (19.) Gernot Trauner, 0:2 (32., Elfmeter) João Victor, 0:3 (78.) Samuel Tetteh | 0:1 (19.) Gernot Trauner, 0:2 (32., Elfmeter) João Victor, 0:3 (78.) Samuel Tetteh | 0:1 (19.) Gernot Trauner, 0:2 (32., Elfmeter) João Victor, 0:3 (78.) Samuel Tetteh | 0:1 (19.) Gernot Trauner, 0:2 (32., Elfmeter) João Victor, 0:3 (78.) Samuel Tetteh |
| 31.10.2018 / 720   | 2L | – | BL | SV Lafnitz | – | SKN St. Pölten | 2:3 (0:1) |
| SR: Grobelnik      | Torschützen: | Torschützen: | Torschützen: | 0:1 (8.) Michael Ambichl, 0:2 (59.) Husein Balić, 1:2 (63.) Josip Krznarić, 2:2 (69.) Nikola Zivotic, 2:3 (82.) René Gartler : Andreas Zingl (SV Lafnitz, 3.) | 0:1 (8.) Michael Ambichl, 0:2 (59.) Husein Balić, 1:2 (63.) Josip Krznarić, 2:2 (69.) Nikola Zivotic, 2:3 (82.) René Gartler : Andreas Zingl (SV Lafnitz, 3.) | 0:1 (8.) Michael Ambichl, 0:2 (59.) Husein Balić, 1:2 (63.) Josip Krznarić, 2:2 (69.) Nikola Zivotic, 2:3 (82.) René Gartler : Andreas Zingl (SV Lafnitz, 3.) | 0:1 (8.) Michael Ambichl, 0:2 (59.) Husein Balić, 1:2 (63.) Josip Krznarić, 2:2 (69.) Nikola Zivotic, 2:3 (82.) René Gartler : Andreas Zingl (SV Lafnitz, 3.) |
| 31.10.2018 / 2158  | 2L | – | 2L | SV Ried | – | SC Wiener Neustadt | 1:2 (1:1) |
| SR: Eisner         | Torschützen: | Torschützen: | Torschützen: | 0:1 (13.) Johannes Tartarotti, 1:1 (32., Elfmeter) Darijo Pecirep, 1:2 (62.) David Harrer : Alberto Prada (SC Wiener Neustadt, 41.) | 0:1 (13.) Johannes Tartarotti, 1:1 (32., Elfmeter) Darijo Pecirep, 1:2 (62.) David Harrer : Alberto Prada (SC Wiener Neustadt, 41.) | 0:1 (13.) Johannes Tartarotti, 1:1 (32., Elfmeter) Darijo Pecirep, 1:2 (62.) David Harrer : Alberto Prada (SC Wiener Neustadt, 41.) | 0:1 (13.) Johannes Tartarotti, 1:1 (32., Elfmeter) Darijo Pecirep, 1:2 (62.) David Harrer : Alberto Prada (SC Wiener Neustadt, 41.) |
| 01.11.2018 / 2500  | RL | – | 2L | Grazer AK | – | Kapfenberger SV | 3:0 (1:0) |
| SR: Muckenhammer   | Torschützen: | Torschützen: | Torschützen: | 1:0 (43.) Marco Perchtold, 2:0 (86.) Dieter Elsneg, 3:0 (87.) Dieter Elsneg | 1:0 (43.) Marco Perchtold, 2:0 (86.) Dieter Elsneg, 3:0 (87.) Dieter Elsneg | 1:0 (43.) Marco Perchtold, 2:0 (86.) Dieter Elsneg, 3:0 (87.) Dieter Elsneg | 1:0 (43.) Marco Perchtold, 2:0 (86.) Dieter Elsneg, 3:0 (87.) Dieter Elsneg |
| Legende:           | BL = Bundesliga (1. Leistungsstufe) — 2L = 2. Liga (2. Leistungsstufe) RL = Regionalliga (3. Leistungsstufe) — LL = Landesliga (4. Leistungsstufe) — L5 = II. Liga (Burgenland) (5. Leistungsstufe) M = amtierender Meister — C = amtierender Cupsieger — LC = amtierender Landescupsieger n. V. = Nach Verlängerung — i. E. = im Elfmeterschießen | BL = Bundesliga (1. Leistungsstufe) — 2L = 2. Liga (2. Leistungsstufe) RL = Regionalliga (3. Leistungsstufe) — LL = Landesliga (4. Leistungsstufe) — L5 = II. Liga (Burgenland) (5. Leistungsstufe) M = amtierender Meister — C = amtierender Cupsieger — LC = amtierender Landescupsieger n. V. = Nach Verlängerung — i. E. = im Elfmeterschießen | BL = Bundesliga (1. Leistungsstufe) — 2L = 2. Liga (2. Leistungsstufe) RL = Regionalliga (3. Leistungsstufe) — LL = Landesliga (4. Leistungsstufe) — L5 = II. Liga (Burgenland) (5. Leistungsstufe) M = amtierender Meister — C = amtierender Cupsieger — LC = amtierender Landescupsieger n. V. = Nach Verlängerung — i. E. = im Elfmeterschießen | BL = Bundesliga (1. Leistungsstufe) — 2L = 2. Liga (2. Leistungsstufe) RL = Regionalliga (3. Leistungsstufe) — LL = Landesliga (4. Leistungsstufe) — L5 = II. Liga (Burgenland) (5. Leistungsstufe) M = amtierender Meister — C = amtierender Cupsieger — LC = amtierender Landescupsieger n. V. = Nach Verlängerung — i. E. = im Elfmeterschießen | BL = Bundesliga (1. Leistungsstufe) — 2L = 2. Liga (2. Leistungsstufe) RL = Regionalliga (3. Leistungsstufe) — LL = Landesliga (4. Leistungsstufe) — L5 = II. Liga (Burgenland) (5. Leistungsstufe) M = amtierender Meister — C = amtierender Cupsieger — LC = amtierender Landescupsieger n. V. = Nach Verlängerung — i. E. = im Elfmeterschießen | BL = Bundesliga (1. Leistungsstufe) — 2L = 2. Liga (2. Leistungsstufe) RL = Regionalliga (3. Leistungsstufe) — LL = Landesliga (4. Leistungsstufe) — L5 = II. Liga (Burgenland) (5. Leistungsstufe) M = amtierender Meister — C = amtierender Cupsieger — LC = amtierender Landescupsieger n. V. = Nach Verlängerung — i. E. = im Elfmeterschießen | BL = Bundesliga (1. Leistungsstufe) — 2L = 2. Liga (2. Leistungsstufe) RL = Regionalliga (3. Leistungsstufe) — LL = Landesliga (4. Leistungsstufe) — L5 = II. Liga (Burgenland) (5. Leistungsstufe) M = amtierender Meister — C = amtierender Cupsieger — LC = amtierender Landescupsieger n. V. = Nach Verlängerung — i. E. = im Elfmeterschießen |

## Viertelfinale
Für das Viertelfinale hatten sich folgende Mannschaften qualifiziert:
| Bundesliga (6)                                                                                  | 2. Liga (1)          | Regionalliga Mitte (1) |
| ----------------------------------------------------------------------------------------------- | -------------------- | ---------------------- |
| - TSV Hartberg - LASK - FC Red Bull Salzburg - SKN St. Pölten - FK Austria Wien - SK Rapid Wien | - SC Wiener Neustadt | - Grazer AK            |

### Paarungen des Viertelfinales
Die Spiele des Viertelfinales wurden am Freitag, den 15., am Samstag, den 16., und am Sonntag, den 17. Februar 2019 ausgetragen.
| Datum / Zuschauer  | Liga | Liga | Liga | Heimmannschaft | | Gastmannschaft | Ergebnis |
| ------------------ | --- | --- | --- | --- | --- | --- | --- |
| 15.02.2019 / 12295 | RL | – | BL | Grazer AK | – | FK Austria Wien | 2:1 (0:1) |
| SR: Gishamer       | Torschützen: | Torschützen: | Torschützen: | 0:1 (15.) Dominik Prokop, 1:1 (57.) Marco Perchtold, 2:1 (86.) Luka Kirič : Ewandro Costa (FK Austria Wien, 60.), : James Jeggo (FK Austria Wien, 68.) | 0:1 (15.) Dominik Prokop, 1:1 (57.) Marco Perchtold, 2:1 (86.) Luka Kirič : Ewandro Costa (FK Austria Wien, 60.), : James Jeggo (FK Austria Wien, 68.) | 0:1 (15.) Dominik Prokop, 1:1 (57.) Marco Perchtold, 2:1 (86.) Luka Kirič : Ewandro Costa (FK Austria Wien, 60.), : James Jeggo (FK Austria Wien, 68.) | 0:1 (15.) Dominik Prokop, 1:1 (57.) Marco Perchtold, 2:1 (86.) Luka Kirič : Ewandro Costa (FK Austria Wien, 60.), : James Jeggo (FK Austria Wien, 68.) |
| 16.02.2019 / 5328  | BL | – | BL | LASK | – | SKN St. Pölten | 6:0 (4:0) |
| SR: Eisner         | Torschützen: | Torschützen: | Torschützen: | 1:0 (24.) João Victor, 2:0 (31.) Thomas Goiginger, 3:0 (35.) Klauss, 4:0 (42.) João Victor, 5:0 (61.) Thomas Goiginger, 6:0 (70.) Samuel Tetteh | 1:0 (24.) João Victor, 2:0 (31.) Thomas Goiginger, 3:0 (35.) Klauss, 4:0 (42.) João Victor, 5:0 (61.) Thomas Goiginger, 6:0 (70.) Samuel Tetteh | 1:0 (24.) João Victor, 2:0 (31.) Thomas Goiginger, 3:0 (35.) Klauss, 4:0 (42.) João Victor, 5:0 (61.) Thomas Goiginger, 6:0 (70.) Samuel Tetteh | 1:0 (24.) João Victor, 2:0 (31.) Thomas Goiginger, 3:0 (35.) Klauss, 4:0 (42.) João Victor, 5:0 (61.) Thomas Goiginger, 6:0 (70.) Samuel Tetteh |
| 17.02.2019 / 2170  | 2L | – | BL | SC Wiener Neustadt | – | FC Red Bull Salzburg (M) | 1:2 (0:0) |
| SR: Ciochirca      | Torschützen: | Torschützen: | Torschützen: | 0:1 (48.) Dominik Szoboszlai, 0:2 (55., Elfmeter) Munas Dabbur, 1:2 (89.) Stefan Hager | 0:1 (48.) Dominik Szoboszlai, 0:2 (55., Elfmeter) Munas Dabbur, 1:2 (89.) Stefan Hager | 0:1 (48.) Dominik Szoboszlai, 0:2 (55., Elfmeter) Munas Dabbur, 1:2 (89.) Stefan Hager | 0:1 (48.) Dominik Szoboszlai, 0:2 (55., Elfmeter) Munas Dabbur, 1:2 (89.) Stefan Hager |
| 17.02.2019 / 12700 | BL | – | BL | SK Rapid Wien | – | TSV Hartberg | 5:2 (1:0) |
| SR: Jäger          | Torschützen: | Torschützen: | Torschützen: | 1:0 (43.) Thomas Murg, 2:0 (50.) Andrija Pavlović, 3:0 (52.) Maximilian Hofmann, 3:1 (69., Eigentor) Manuel Martic, 4:1 (74.) Andrija Pavlović, 4:2 (82.) Siegfried Rasswalder, 5:2 (90+1.) Thomas Murg | 1:0 (43.) Thomas Murg, 2:0 (50.) Andrija Pavlović, 3:0 (52.) Maximilian Hofmann, 3:1 (69., Eigentor) Manuel Martic, 4:1 (74.) Andrija Pavlović, 4:2 (82.) Siegfried Rasswalder, 5:2 (90+1.) Thomas Murg | 1:0 (43.) Thomas Murg, 2:0 (50.) Andrija Pavlović, 3:0 (52.) Maximilian Hofmann, 3:1 (69., Eigentor) Manuel Martic, 4:1 (74.) Andrija Pavlović, 4:2 (82.) Siegfried Rasswalder, 5:2 (90+1.) Thomas Murg | 1:0 (43.) Thomas Murg, 2:0 (50.) Andrija Pavlović, 3:0 (52.) Maximilian Hofmann, 3:1 (69., Eigentor) Manuel Martic, 4:1 (74.) Andrija Pavlović, 4:2 (82.) Siegfried Rasswalder, 5:2 (90+1.) Thomas Murg |
| Legende:           | BL = Bundesliga (1. Leistungsstufe) — 2L = 2. Liga (2. Leistungsstufe) RL = Regionalliga (3. Leistungsstufe) — LL = Landesliga (4. Leistungsstufe) — L5 = II. Liga (Burgenland) (5. Leistungsstufe) M = amtierender Meister — C = amtierender Cupsieger — LC = amtierender Landescupsieger n. V. = Nach Verlängerung — i. E. = im Elfmeterschießen | BL = Bundesliga (1. Leistungsstufe) — 2L = 2. Liga (2. Leistungsstufe) RL = Regionalliga (3. Leistungsstufe) — LL = Landesliga (4. Leistungsstufe) — L5 = II. Liga (Burgenland) (5. Leistungsstufe) M = amtierender Meister — C = amtierender Cupsieger — LC = amtierender Landescupsieger n. V. = Nach Verlängerung — i. E. = im Elfmeterschießen | BL = Bundesliga (1. Leistungsstufe) — 2L = 2. Liga (2. Leistungsstufe) RL = Regionalliga (3. Leistungsstufe) — LL = Landesliga (4. Leistungsstufe) — L5 = II. Liga (Burgenland) (5. Leistungsstufe) M = amtierender Meister — C = amtierender Cupsieger — LC = amtierender Landescupsieger n. V. = Nach Verlängerung — i. E. = im Elfmeterschießen | BL = Bundesliga (1. Leistungsstufe) — 2L = 2. Liga (2. Leistungsstufe) RL = Regionalliga (3. Leistungsstufe) — LL = Landesliga (4. Leistungsstufe) — L5 = II. Liga (Burgenland) (5. Leistungsstufe) M = amtierender Meister — C = amtierender Cupsieger — LC = amtierender Landescupsieger n. V. = Nach Verlängerung — i. E. = im Elfmeterschießen | BL = Bundesliga (1. Leistungsstufe) — 2L = 2. Liga (2. Leistungsstufe) RL = Regionalliga (3. Leistungsstufe) — LL = Landesliga (4. Leistungsstufe) — L5 = II. Liga (Burgenland) (5. Leistungsstufe) M = amtierender Meister — C = amtierender Cupsieger — LC = amtierender Landescupsieger n. V. = Nach Verlängerung — i. E. = im Elfmeterschießen | BL = Bundesliga (1. Leistungsstufe) — 2L = 2. Liga (2. Leistungsstufe) RL = Regionalliga (3. Leistungsstufe) — LL = Landesliga (4. Leistungsstufe) — L5 = II. Liga (Burgenland) (5. Leistungsstufe) M = amtierender Meister — C = amtierender Cupsieger — LC = amtierender Landescupsieger n. V. = Nach Verlängerung — i. E. = im Elfmeterschießen | BL = Bundesliga (1. Leistungsstufe) — 2L = 2. Liga (2. Leistungsstufe) RL = Regionalliga (3. Leistungsstufe) — LL = Landesliga (4. Leistungsstufe) — L5 = II. Liga (Burgenland) (5. Leistungsstufe) M = amtierender Meister — C = amtierender Cupsieger — LC = amtierender Landescupsieger n. V. = Nach Verlängerung — i. E. = im Elfmeterschießen |

## Halbfinale
Für das Halbfinale hatten sich folgende Mannschaften qualifiziert:
| Bundesliga (3)                                | Regionalliga Mitte (1) |
| --------------------------------------------- | ---------------------- |
| - LASK - FC Red Bull Salzburg - SK Rapid Wien | - Grazer AK            |

### Paarungen des Halbfinales
Die Spiele des Halbfinales wurden am Mittwoch, den 3. April 2019 ausgetragen.
| Datum / Zuschauer  | Liga | Liga | Liga | Heimmannschaft | | Gastmannschaft | Ergebnis |
| ------------------ | --- | --- | --- | --- | --- | --- | --- |
| 03.04.2019 / 13301 | RL | – | BL | Grazer AK | – | FC Red Bull Salzburg (M) | 0:6 (0:4) |
| SR: Grobelnik      | Torschützen: | Torschützen: | Torschützen: | 0:1 (6.) Munas Dabbur, 0:2 (13.) Hannes Wolf, 0:3 (26.) Munas Dabbur, 0:4 (45.) Takumi Minamino, 0:5 (66.) Hannes Wolf, 0:6 (90+2.) Patson Daka | 0:1 (6.) Munas Dabbur, 0:2 (13.) Hannes Wolf, 0:3 (26.) Munas Dabbur, 0:4 (45.) Takumi Minamino, 0:5 (66.) Hannes Wolf, 0:6 (90+2.) Patson Daka | 0:1 (6.) Munas Dabbur, 0:2 (13.) Hannes Wolf, 0:3 (26.) Munas Dabbur, 0:4 (45.) Takumi Minamino, 0:5 (66.) Hannes Wolf, 0:6 (90+2.) Patson Daka | 0:1 (6.) Munas Dabbur, 0:2 (13.) Hannes Wolf, 0:3 (26.) Munas Dabbur, 0:4 (45.) Takumi Minamino, 0:5 (66.) Hannes Wolf, 0:6 (90+2.) Patson Daka |
| 03.04.2019 / 6087  | BL | – | BL | LASK | – | SK Rapid Wien | 1:1 (1:0) / 1:1 n. V. / 3:4 i. E. |
| SR: Hameter        | Torschützen: | Torschützen: | Torschützen: | 1:0 (16.) Thomas Goiginger, 1:1 (54.) Maximilian Hofmann : Maximilian Hofmann (SK Rapid Wien, 90+3.), Reinhold Ranftl (LASK, nach Spielende) | 1:0 (16.) Thomas Goiginger, 1:1 (54.) Maximilian Hofmann : Maximilian Hofmann (SK Rapid Wien, 90+3.), Reinhold Ranftl (LASK, nach Spielende) | 1:0 (16.) Thomas Goiginger, 1:1 (54.) Maximilian Hofmann : Maximilian Hofmann (SK Rapid Wien, 90+3.), Reinhold Ranftl (LASK, nach Spielende) | 1:0 (16.) Thomas Goiginger, 1:1 (54.) Maximilian Hofmann : Maximilian Hofmann (SK Rapid Wien, 90+3.), Reinhold Ranftl (LASK, nach Spielende) |
| Legende:           | BL = Bundesliga (1. Leistungsstufe) — 2L = 2. Liga (2. Leistungsstufe) RL = Regionalliga (3. Leistungsstufe) — LL = Landesliga (4. Leistungsstufe) — L5 = II. Liga (Burgenland) (5. Leistungsstufe) M = amtierender Meister — C = amtierender Cupsieger — LC = amtierender Landescupsieger n. V. = Nach Verlängerung — i. E. = im Elfmeterschießen | BL = Bundesliga (1. Leistungsstufe) — 2L = 2. Liga (2. Leistungsstufe) RL = Regionalliga (3. Leistungsstufe) — LL = Landesliga (4. Leistungsstufe) — L5 = II. Liga (Burgenland) (5. Leistungsstufe) M = amtierender Meister — C = amtierender Cupsieger — LC = amtierender Landescupsieger n. V. = Nach Verlängerung — i. E. = im Elfmeterschießen | BL = Bundesliga (1. Leistungsstufe) — 2L = 2. Liga (2. Leistungsstufe) RL = Regionalliga (3. Leistungsstufe) — LL = Landesliga (4. Leistungsstufe) — L5 = II. Liga (Burgenland) (5. Leistungsstufe) M = amtierender Meister — C = amtierender Cupsieger — LC = amtierender Landescupsieger n. V. = Nach Verlängerung — i. E. = im Elfmeterschießen | BL = Bundesliga (1. Leistungsstufe) — 2L = 2. Liga (2. Leistungsstufe) RL = Regionalliga (3. Leistungsstufe) — LL = Landesliga (4. Leistungsstufe) — L5 = II. Liga (Burgenland) (5. Leistungsstufe) M = amtierender Meister — C = amtierender Cupsieger — LC = amtierender Landescupsieger n. V. = Nach Verlängerung — i. E. = im Elfmeterschießen | BL = Bundesliga (1. Leistungsstufe) — 2L = 2. Liga (2. Leistungsstufe) RL = Regionalliga (3. Leistungsstufe) — LL = Landesliga (4. Leistungsstufe) — L5 = II. Liga (Burgenland) (5. Leistungsstufe) M = amtierender Meister — C = amtierender Cupsieger — LC = amtierender Landescupsieger n. V. = Nach Verlängerung — i. E. = im Elfmeterschießen | BL = Bundesliga (1. Leistungsstufe) — 2L = 2. Liga (2. Leistungsstufe) RL = Regionalliga (3. Leistungsstufe) — LL = Landesliga (4. Leistungsstufe) — L5 = II. Liga (Burgenland) (5. Leistungsstufe) M = amtierender Meister — C = amtierender Cupsieger — LC = amtierender Landescupsieger n. V. = Nach Verlängerung — i. E. = im Elfmeterschießen | BL = Bundesliga (1. Leistungsstufe) — 2L = 2. Liga (2. Leistungsstufe) RL = Regionalliga (3. Leistungsstufe) — LL = Landesliga (4. Leistungsstufe) — L5 = II. Liga (Burgenland) (5. Leistungsstufe) M = amtierender Meister — C = amtierender Cupsieger — LC = amtierender Landescupsieger n. V. = Nach Verlängerung — i. E. = im Elfmeterschießen |

## Endspiel
Das Endspiel war für Mittwoch, den 1. Mai 2019 terminiert. Es hätte zunächst in der Wiener Generali Arena ausgetragen werden sollen, wurde jedoch aufgrund von Sicherheitsbedenken in das Wörthersee Stadion in  Klagenfurt am Wörthersee verlegt.
| Paarung                   | FC Red Bull Salzburg – SK Rapid Wien |
| Ergebnis                  | 2:0 (2:0) |
| Datum                     | 1. Mai 2019 |
| Stadion                   | Wörthersee Stadion, Klagenfurt am Wörthersee |
| Zuschauer                 | 24.200 |
| Schiedsrichter            | Manuel Schüttengruber |
| Schiedsrichterassistenten | Stefan Kühr, Clemens Schüttengruber |
| Vierter Offizieller       | René Eisner |
| Tore                      | 1:0 Farkas (37.), 2:0 Dabbur (39.) |
| FC Red Bull Salzburg      | Alexander Walke – Patrick Farkas, Jérôme Onguéné, André Ramalho, Stefan Lainer – Zlatko Junuzović (14. Dominik Szoboszlai), Diadié Samassékou, Xaver Schlager – Hannes Wolf (67. Takumi Minamino) – Munas Dabbur, Fredrik Gulbrandsen (77. Patson Daka) Cheftrainer: Marco Rose ( Deutschland) |
| SK Rapid Wien             | Richard Strebinger – Boli Bolingoli, Mario Sonnleitner (86. Andrei Ivan), Maximilian Hofmann, Mert Müldür – Srđan Grahovac, Dejan Ljubičić (64. Christoph Knasmüllner) – Philipp Schobesberger, Stefan Schwab, Thomas Murg – Andrija Pavlović (70. Aliou Badji) Cheftrainer: Dietmar Kühbauer  |
| Gelbe Karten              | Gulbrandsen (74.), Walke (90.), Dabbur (90.) – Müldür (61.), Hofmann (90.) |
| Platzverweise             | Farkas (83.) – keine |

## Torschützenliste

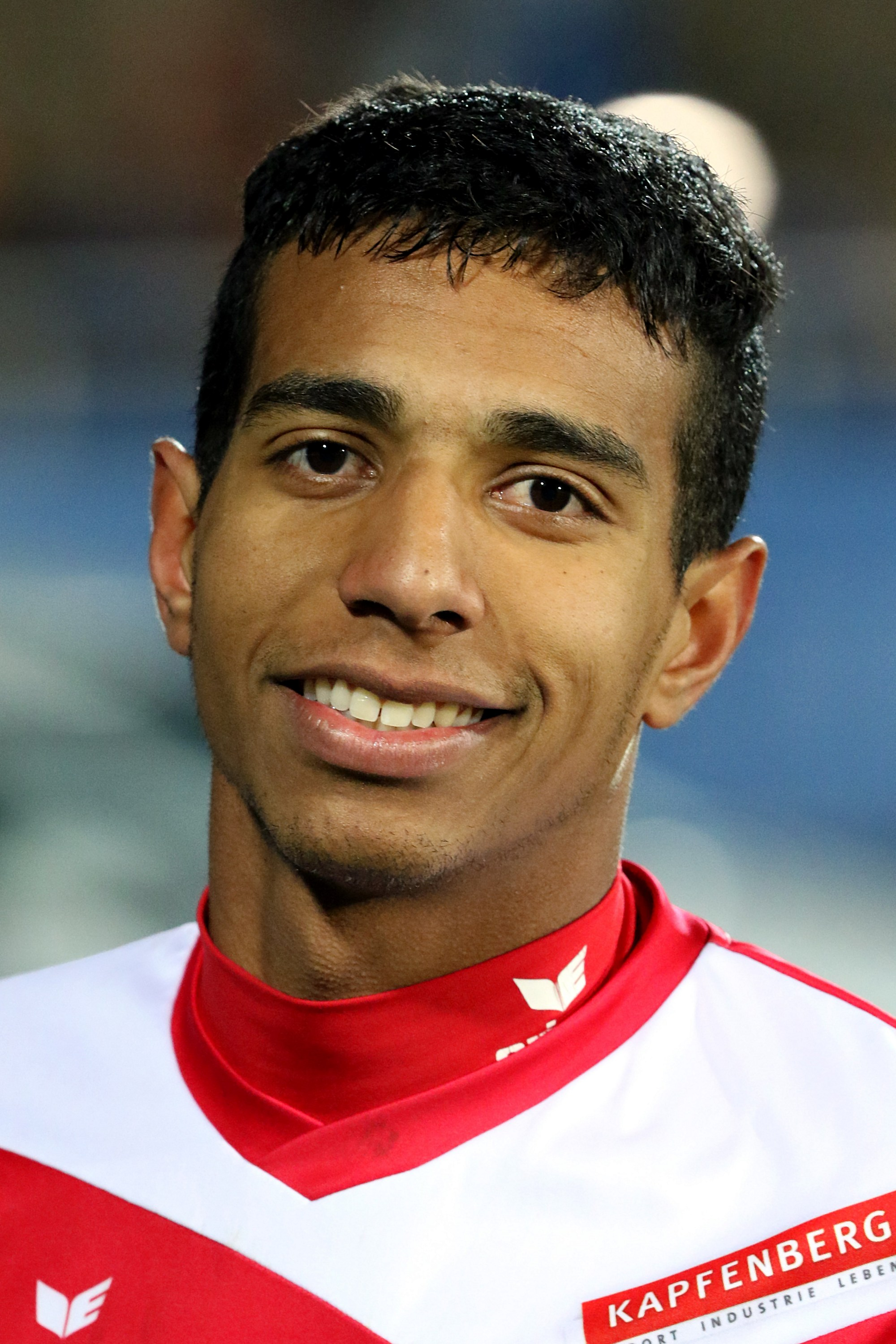
João Victor wurde mit sechs Treffern Torschützenkönig

| Rang     | Spieler               | Natio- nalität          | Verein                | Tore gesamt | davon in Runde | davon in Runde | davon in Runde | davon in Runde | davon in Runde | davon in Runde |
| Rang     | Spieler               | Natio- nalität          | Verein                | Tore gesamt | 1.             | 2.             | 3.             | 4.             | 5.             | 6.             |
| -------- | --------------------- | ----------------------- | --------------------- | ----------- | -------------- | -------------- | -------------- | -------------- | -------------- | -------------- |
| 01.      | João Victor           | Brasilien               | LASK                  | 6           | 1              | 2              | 1              | 2              | 0              | –              |
| 02.      | Munas Dabbur          | Israel                  | FC Red Bull Salzburg  | 5           | 1              | 0              | 0              | 1              | 2              | 1              |
| 02.      | Husein Balić          | Osterreich              | SKN St. Pölten        | 5           | 2              | 2              | 1              | 0              | –              | –              |
| 02.      | Thomas Goiginger      | Osterreich              | LASK                  | 5           | 0              | 2              | 0              | 2              | 1              | –              |
| 05.      | Andrija Pavlović      | Serbien                 | SK Rapid Wien         | 4           | 0              | 0              | 2              | 2              | 0              | 0              |
| 05.      | Dieter Elsneg         | Osterreich              | Grazer AK             | 4           | 2              | 0              | 2              | 0              | 0              | –              |
| 05.      | René Gartler          | Osterreich              | SKN St. Pölten        | 4           | 3              | 0              | 1              | 0              | –              | –              |
| 05.      | Oliver Markoutz       | Osterreich              | Floridsdorfer AC      | 4           | 3              | 0              | 1              | –              | –              | –              |
| 09.      | Takumi Minamino       | Japan                   | FC Red Bull Salzburg  | 3           | 0              | 1              | 1              | 0              | 1              | 0              |
| 09.      | Thomas Mayer          | Osterreich              | SV Ried               | 3           | 2              | 1              | –              | –              | –              | –              |
| 09.      | Dario Tadić           | Osterreich              | TSV Hartberg          | 3           | 2              | 1              | 0              | 0              | –              | –              |
| 09.      | Nikola Zivotic        | Osterreich              | SV Lafnitz            | 3           | 1              | 1              | 1              | –              | –              | –              |
| 09.      | Michael Ambichl       | Osterreich              | SKN St. Pölten        | 3           | 0              | 2              | 1              | 0              | –              | –              |
| 09.      | Marko Kvasina         | Osterreich              | SV Mattersburg        | 3           | 2              | 1              | –              | –              | –              | –              |
| 09.      | Darijo Pecirep        | Kroatien                | SV Ried               | 3           | 2              | 0              | 1              | –              | –              | –              |
| 09.      | Yusuf Otubanjo        | Nigeria                 | LASK                  | 3           | 2              | 1              | 0              | 0              | 0              | –              |
| 09.      | Ronivaldo             | Brasilien               | SC Austria Lustenau   | 3           | 1              | 2              | –              | –              | –              | –              |
| 18.      | Smail Prevljak        | Bosnien und Herzegowina | FC Red Bull Salzburg  | 2           | 1              | 1              | 0              | 0              | 0              | 0              |
| 18.      | Reinhold Yabo 1       | Deutschland             | FC Red Bull Salzburg  | 2           | 2              | 0              | 0              | –              | –              | –              |
| 18.      | Samuel Tetteh         | Ghana                   | LASK                  | 2           | 0              | 0              | 1              | 1              | 0              | –              |
| 18.      | Dominik Szoboszlai    | Ungarn                  | FC Red Bull Salzburg  | 2           | 0              | 1              | 0              | 1              | 0              | 0              |
| 18.      | Xaver Schlager        | Osterreich              | FC Red Bull Salzburg  | 2           | 2              | 0              | 0              | 0              | 0              | 0              |
| 18.      | Andrei Ivan           | Rumänien                | SK Rapid Wien         | 2           | 2              | 0              | 0              | 0              | 0              | 0              |
| 18.      | Marco Perchtold       | Osterreich              | Grazer AK             | 2           | 0              | 1              | 1              | 0              | –              | 0              |
| 18.      | Kevin Friesenbichler  | Osterreich              | FK Austria Wien       | 2           | 1              | 1              | 0              | 0              | –              | –              |
| 18.      | Marc Andre Schmerböck | Osterreich              | Wolfsberger AC        | 2           | 2              | 0              | 0              | –              | –              | –              |
| 18.      | Christian Dengg       | Osterreich              | Deutschlandsberger SC | 2           | 1              | 1              | –              | –              | –              | –              |
| 18.      | Gregor Grubisic       | Osterreich              | Deutschlandsberger SC | 2           | 2              | 0              | –              | –              | –              | –              |
| 18.      | Thomas Murg           | Osterreich              | SK Rapid Wien         | 2           | 0              | 0              | 0              | 2              | –              | –              |
| 18.      | Albert Vallci         | Osterreich              | FC Wacker Innsbruck   | 2           | 0              | 0              | 2              | –              | –              | –              |
| 18.      | Siegfried Rasswalder  | Osterreich              | TSV Hartberg          | 2           | 0              | 0              | 1              | 1              | –              | –              |
| 18.      | Lukas Skrivanek       | Osterreich              | Kapfenberger SV       | 2           | 0              | 2              | 0              | –              | –              | –              |
| 18.      | Deni Alar             | Osterreich              | SK Rapid Wien         | 2           | 2              | 0              | 0              | 0              |                |                |
| 18.      | Mario Konrad          | Osterreich              | SV Leobendorf         | 2           | 1              | 1              | –              | –              | –              | –              |
| 18.      | Hannes Wolf           | Osterreich              | FC Red Bull Salzburg  | 2           | 0              | 0              | 0              | 0              | 2              | 0              |
| 18.      | Christoph Knasmüllner | Osterreich              | SK Rapid Wien         | 2           | 0              | 1              | 1              | 0              | 0              | 0              |
| 18.      | Maximilian Hofmann    | Osterreich              | SK Rapid Wien         | 2           | 0              | 0              | 0              | 1              | 1              | 0              |
| 18.      | Stefan Rakowitz       | Osterreich              | FC Wacker Innsbruck   | 2           | 2              | 0              | 0              | –              | –              | –              |
| 18.      | Osman Bozkurt         | Osterreich              | SC Neusiedl am See    | 2           | 1              | 1              | –              | –              | –              | –              |
| 18.      | Thomas Zankl          | Osterreich              | SC Team Wiener Linien | 2           | 2              | –              | –              | –              | –              | –              |
| 18.      | Andreas Fischer 2     | Osterreich              | Grazer AK             | 2           | 2              | 0              | 0              | –              | –              | –              |
| 18.      | Dominik Prokop        | Osterreich              | FK Austria Wien       | 2           | 0              | 1              | 0              | 1              | –              | –              |
| 18.      | Florian Jamnig        | Osterreich              | LASK                  | 2           | 0              | 2              | 0              | 0              |                |                |
| 18.      | Stefan Hager          | Osterreich              | SC Wiener Neustadt    | 2           | 0              | 1              | 0              | 1              | –              | –              |
| 18.      | Christoph Monschein   | Osterreich              | FK Austria Wien       | 2           | 0              | 0              | 2              | 0              | –              | –              |
| 18.      | Bernd Gschweidl       | Osterreich              | Wolfsberger AC        | 2           | 0              | 2              | 0              | –              | –              | –              |
| 18.      | Yusuf Efendioğlu      | Turkei                  | SK Vorwärts Steyr     | 2           | 2              | 0              | –              | –              | –              | –              |
| 18.      | Johannes Tartarotti   | Osterreich              | SC Wiener Neustadt    | 2           | 0              | 1              | 1              | 0              | –              | –              |
| 18.      | Tamás Tandari         | Ungarn                  | FC Pinzgau Saalfelden | 2           | 2              | 0              | –              | –              | –              | –              |
| 18.      | Lewan Eloschwili      | Georgien                | Kapfenberger SV       | 2           | 2              | 0              | 0              | –              | –              | –              |
| 18.      | Patrik Eler           | Slowenien               | FC Wacker Innsbruck   | 2           | 0              | 1              | 1              | –              | –              | –              |
| Endstand |                       |                         |                       |             |                |                |                |                |                |                |

## Schiedsrichter

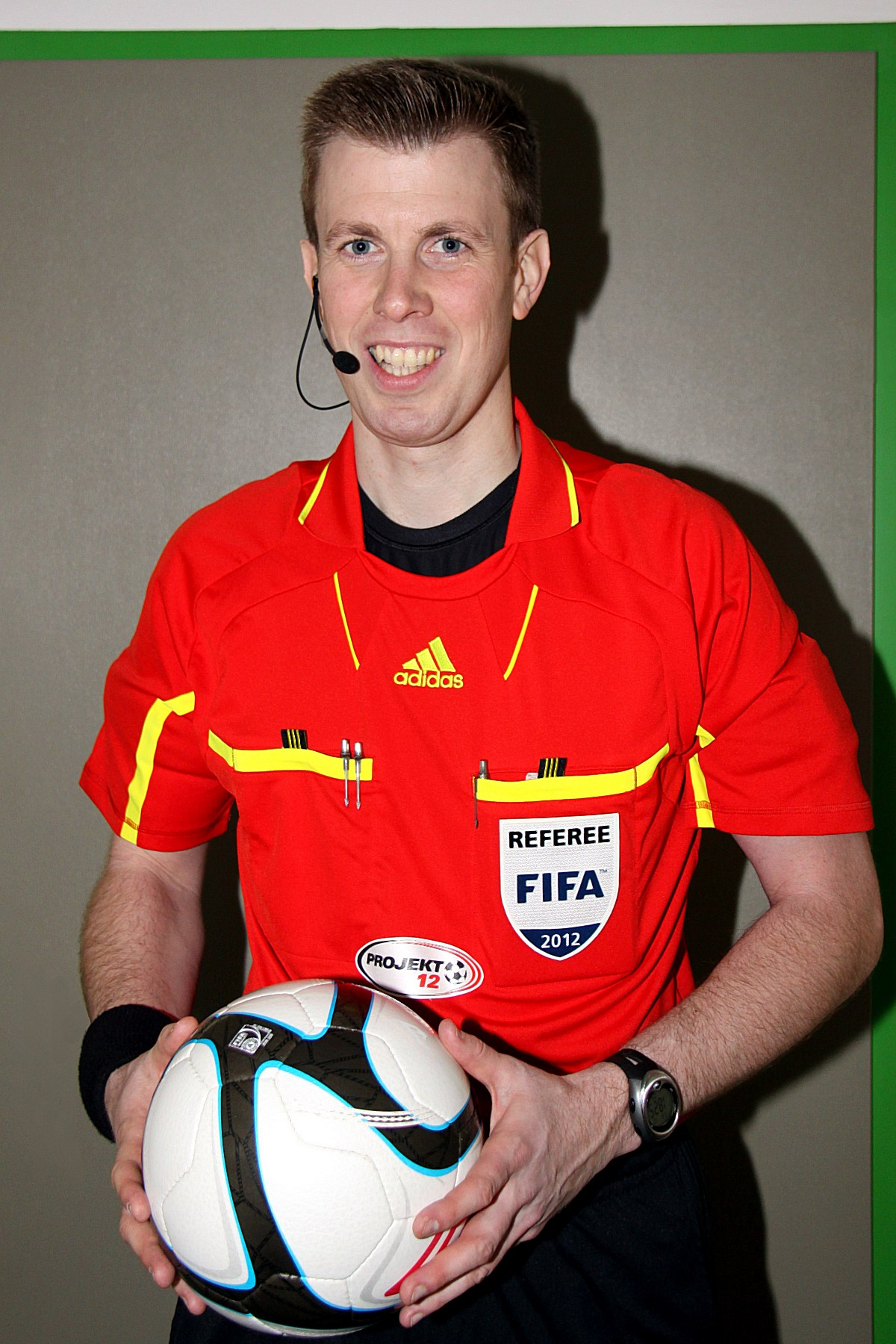
Markus Hameter zeigte in vier Einsätzen zweimal Rot

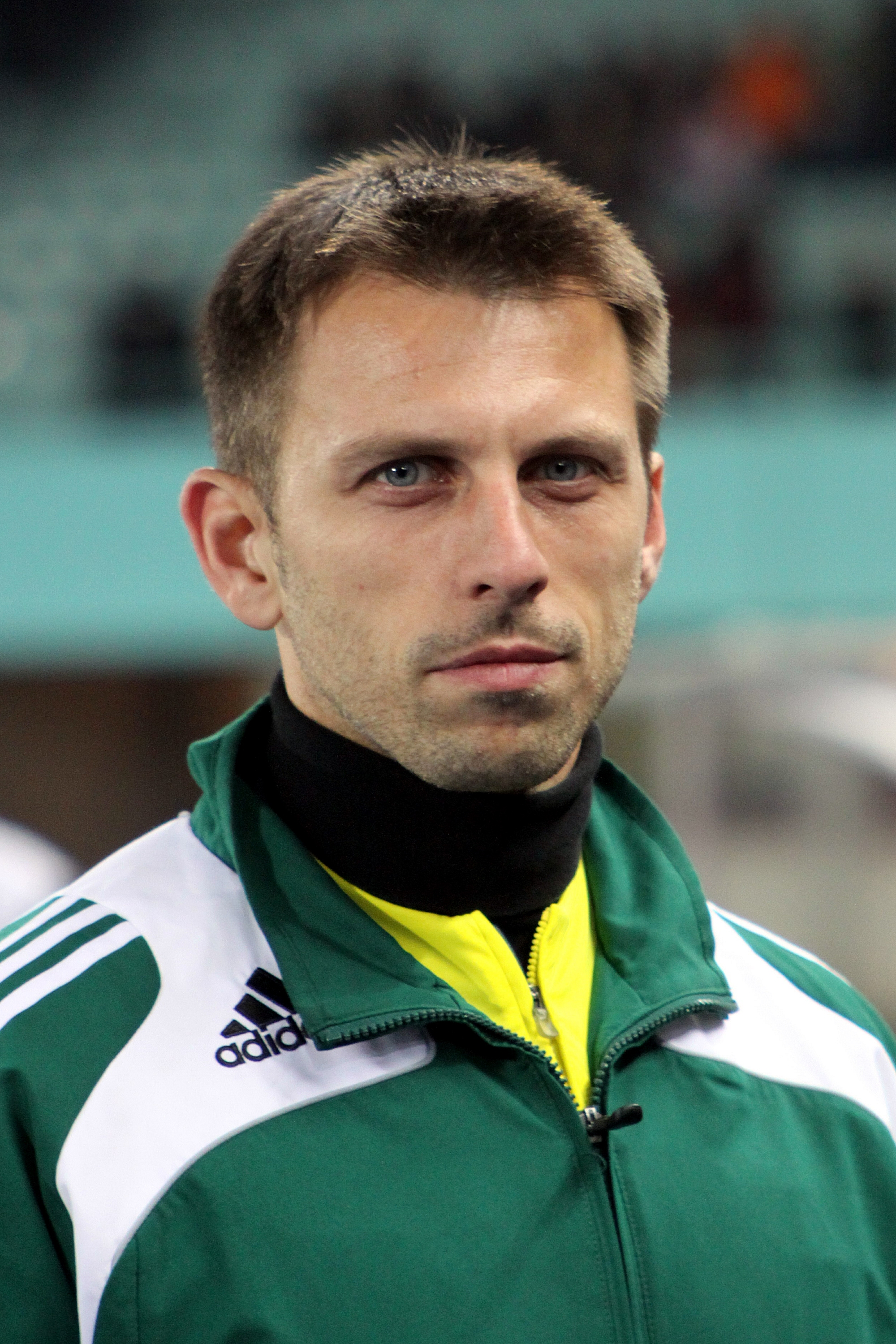
Gerhard Grobelnik zeigte achtmal Gelb und einmal Rot

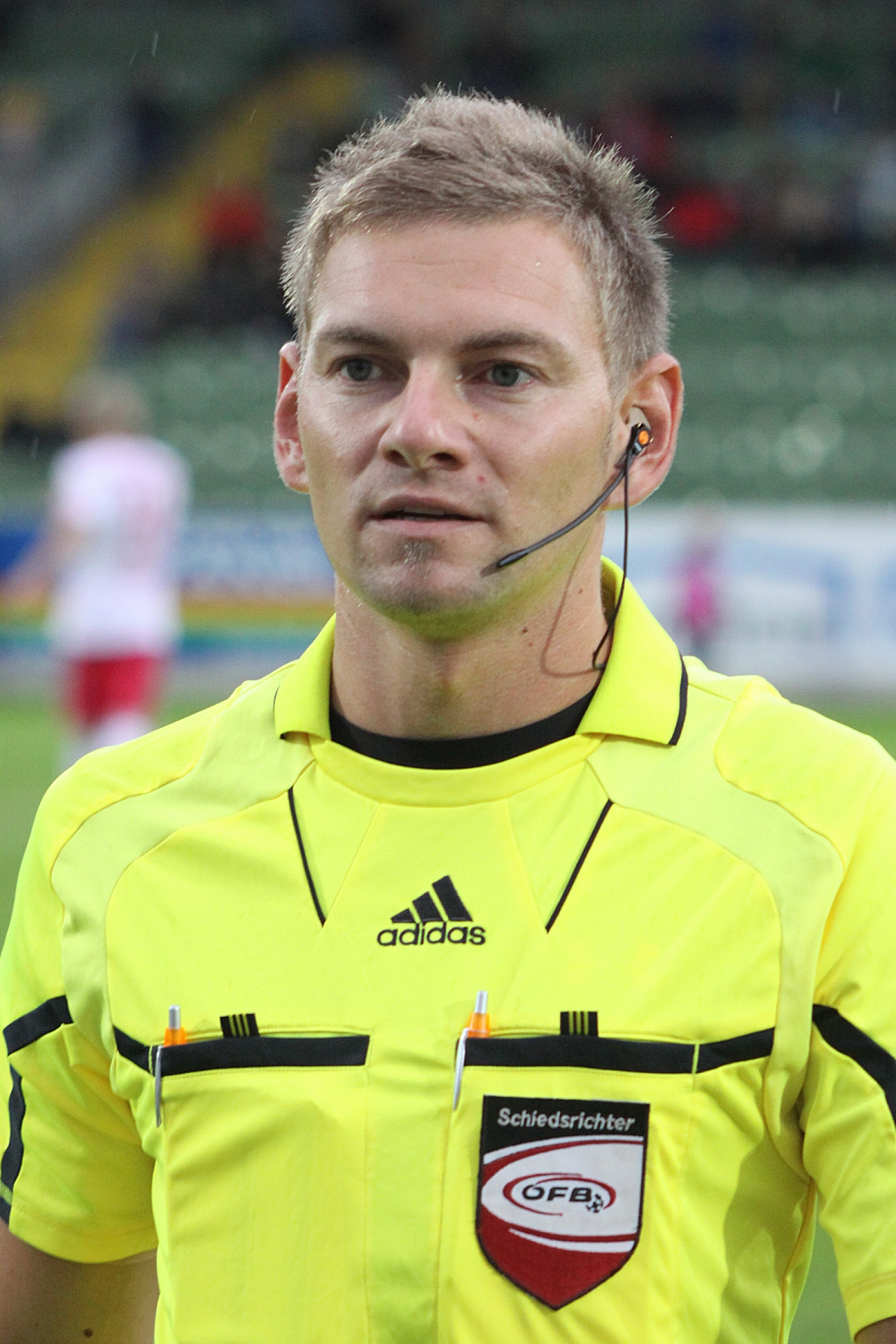
Manuel Schüttengruber pfiff das Finale

| Name                      | geboren    | Spiele | gelbe Karten | gelb-rote Karten | rote Karten |
| ------------------------- | ---------- | ------ | ------------ | ---------------- | ----------- |
| René Eisner               | 02.09.1975 | 4      | 8            | 0                | 1           |
| Gerhard Grobelnik         | 10.07.1975 | 4      | 8            | 0                | 1           |
| Markus Hameter            | 11.04.1980 | 4      | 11           | 0                | 2           |
| Walter Altmann            | 24.12.1984 | 3      | 8            | 0                | 0           |
| Christian-Petru Ciochirca | 20.06.1989 | 3      | 9            | 0                | 0           |
| Sebastian Gishamer        | 13.10.1988 | 3      | 9            | 1                | 1           |
| Harald Lechner            | 30.07.1982 | 3      | 140          | 0                | 0           |
| Dieter Muckenhammer       | 12.02.1981 | 3      | 9            | 0                | 0           |
| Manuel Schüttengruber     | 20.07.1983 | 3      | 8            | 1                | 0           |
| Oliver Drachta            | 15.05.1977 | 2      | 3            | 0                | 0           |
| Stefan Ebner              | 08.06.1991 | 2      | 110          | 0                | 0           |
| Alexander Harkam          | 17.11.1981 | 2      | 6            | 0                | 0           |
| Andreas Heiß              | 18.04.1983 | 2      | 7            | 0                | 0           |
| Christopher Jäger         | 23.01.1985 | 2      | 8            | 0                | 0           |
| Florian Jäger             | 14.05.1990 | 2      | 110          | 2                | 1           |
| Alan Kijas                | 09.12.1986 | 2      | 2            | 0                | 0           |
| Julian Weinberger         | 14.02.1985 | 2      | 5            | 0                | 0           |
| Safak Barmaksiz           | 07.03.1992 | 1      | 2            | 0                | 0           |
| Bernd Eigler              | 10.07.1984 | 1      | 1            | 0                | 0           |
| Oliver Fluch              | 09.09.1988 | 1      | 2            | 0                | 0           |
| Thomas Fröhlacher         | 23.12.1992 | 1      | 4            | 0                | 0           |
| Gabriel Gmeiner           | 08.07.1989 | 1      | 2            | 0                | 0           |
| Lukas Gnam                | 09.03.1991 | 1      | 2            | 0                | 0           |
| Admir Hasanovic           | 02.07.1974 | 1      | 5            | 0                | 0           |
| Markus Kouba              | 07.03.1989 | 1      | 5            | 0                | 0           |
| Felix Ouschan             | 30.06.1990 | 1      | 7            | 1                | 0           |
| Daniel Pfister            | 20.08.1992 | 1      | 3            | 0                | 1           |
| Alain Sadikovski          | 12.09.1992 | 1      | 3            | 0                | 0           |
| Robert Schörgenhofer      | 21.02.1973 | 1      | 2            | 0                | 0           |
| Josef Spurny              | 29.06.1986 | 1      | 2            | 0                | 0           |
| Arnes Talic               | 27.09.1994 | 1      | 4            | 1                | 1           |
| Achim Untergasser         | 27.02.1988 | 1      | 4            | 0                | 0           |
| Martin Wangg              | 1987       | 1      | 3            | 0                | 0           |
| Andreas Winkler           | 22.12.1972 | 1      | 3            | 0                | 0           |
| Summe                     | Summe      | 63     | 19100        | 6                | 8           |
| Endstand                  |            |        |              |                  |             |